# Mercedes-Benz W205
Mercedes-Benz W205 — четвёртое поколение компактных престижных автомобилей C-класса немецкого автопроизводителя Mercedes-Benz, выпускающееся с 4 февраля 2014 года. Мировая премьера модели состоялась на Североамериканском международном автосалоне в январе 2014 года. Серия доступна в четырёх вариантах кузова: седан, универсал (с мая 2014 года), купе и кабриолет (с начала 2016 года; впервые в данной линейке автомобилей компании). Кроме того, имеются высокопроизводительные модификации от подразделения Mercedes-AMG в лице C43, C63 AMG и C450 AMG 4MATIC. Серия стала первой, в линейке продуктов компании, собираемой на модульной платформе MRA (англ. Mercedes Rearwheel Architecture). Особенностями серии являются широкое применения алюминия и высокая жёсткость конструкции транспортного средства.
Лучший автомобиль в своём классе 2014 года по версии Euro NCAP. Всемирный автомобиль 2015 года в конкурсе «World Car of the Year».
В 2017 году проведён рестайлинг модели, в ходе которого был привнесён ряд изменений в экстерьер автомобиля (передняя и задняя оптика получили новый световой рисунок, видоизменённые бампера и иные элементы), появились новые модульные двигатели, произошло обновление мультимедийной системы, добавлены косметические изменения в интерьере, а также увеличение перечня доступных систем безопасности и помощников водителя. В марте 2018 года дебютировал на Женевском автосалоне, премьера обновлённой серии состоялась осенью в рамках Франкфуртского автосалона.

## История

### Разработка

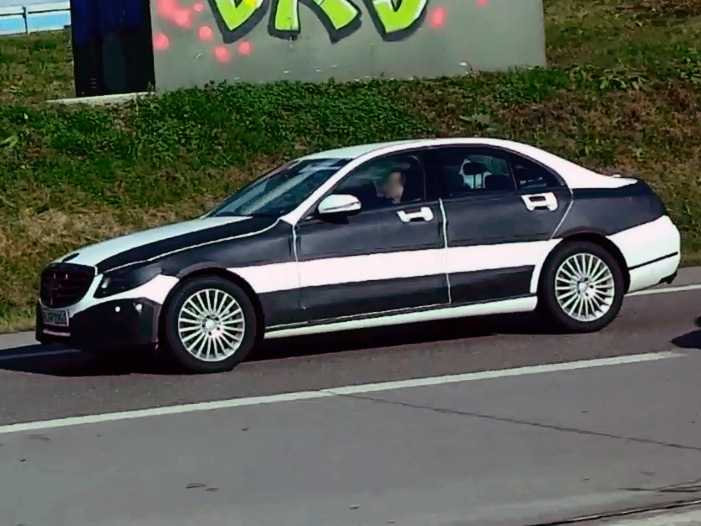
Закамуфлированная версия, октябрь 2013

Первым о появлении нового поколения Mercedes-Benz C-класса предположило издание AutoBild ещё в сентябре 2010 года, опубликовав художнические рисунки, однако эта новость была лишь предположительной и не оправдала себя. В феврале 2012 года немецкое издание Auto Motor und Sport сообщило о возможном появлении нового поколения в 2013 году и также опубликовало возможный экстерьер автомобиля, однако новость также не оказалась верной. Издание L’Automobile в ноябре 2012 года сообщило, что новое поколение выйдет в 2014 году. В мае 2013 года издание AutoBild показало свои изображения нового C-класс, а также дало его предположительные технические характеристики. В августе фотошпионам удалось сфотографировать интерьер, а также закамуфлированный кузов. Через месяц в Интернете появились фотографии закамуфлированного универсала.
В середине октября 2013 года компания Mercedes-Benz опубликовали видео, в котором были показаны отдельные детали интерьера нового автомобиля. Через 10 дней для журналистов был проведён закрытый показ интерьера, а также даны отдельные технические характеристики и информация о новшествах нового поколения. В середине ноября фотошпионы смогли сфотографировать автомобиль без камуфляжа. Через месяц появилась официальная информация о двигателях и чуть позже — вся информация о новом C-классе.

### Премьера (2014)
Официально автомобиль W205 был представлен в январе 2014 года на Североамериканском автосалоне в Детройте. Первый экземпляр нового автомобиля был изготовлен 4 февраля 2014 года на заводе в Бремене. С марта 2014 года выпускается в Европе, в Северной Америке продажи начались в сентябре 2014 года. В Южной Африке продажи стартовали в марте 2015 года.
В то время как Mercedes-Benz CLA-класс (выпущенный в апреле 2013 года) стал седаном начального уровня в линейке автомобилей марки, W205 сделали больше по размерам, чем его предшественник, а внешний вид позаимствовали у W222 S-класса, таким образом позиционируя его как «мини-S-класс».
Стартовая цена на автомобиль в России начиналась с отметки в 1 млн 830 тыс. рублей. В Европе цены начинались с €33 558 за модель C180, €36 414 за C200 и €38 675 за C220 BlueTEC.
В мае 2014 года W205 стал лучшим автомобилем в классе по версии Euro NCAP. Модель получила максимальные 5 звёзд по результатам проведённых краш-тестов.
Осенью 2014 года модель получила «заряженную» версию от подразделения Mercedes-AMG — C63 AMG.
В январе 2015 года на Североамериканском международном автосалоне был представлен автомобиль с подключаемым гибридным двигателем (англ. plug-in hybrid). По планам компании он будет доступен как в варианте седан, так и универсал. Модель C350 e питается от 4-цилиндрового бензинового и 60 кВт электрического двигателей, обеспечивающих суммарную мощность системы в 205 кВт (279 л. с.) и крутящий момент 600 Н·м. Электродвигатель питается от 6,2 кВт литий-ионного аккумулятора. Выброс CO2 составляет 48 г/км (49 для универсала) при расходе расходе топлива в 2,1 л / 100 км (в рамках нового европейского ездового цикла — NEDC). По планам компании продажи гибридной версии W205 должны были начаться в Европе с марта 2015 года.
Гоночным автомобилем для Deutsche Tourenwagen Masters на 2016 год станет Mercedes-AMG C 63 Coupé.
На Женевском автосалоне 2016 года компания представила новую AMG версию купе под названием Mercedes-AMG C43 Coupe. Новый автомобиль оснащается 3-литровым силовым агрегатом с шестью цилиндрами и мощностью в 362 лошадиные силы. Старт продаж запланирован на конец 2016 года. Кроме этого, на автосалоне в Женеве компания представила новый кабриолет C-класса, впервые в данной линейке автомобилей. Позже последует наиболее мощная модификация под названием AMG C63 Cabriolet, которую укомплектуют 4,0-литровым бензиновым мотором V8. Мощность агрегат составит 503 л. с. и 700 Н·м крутящего момента, а скорость разгона с 0 до 100 км/ч составит 4 секунды.
Летом 2017 года серия получила ряд технических обновлений. В их число вошли новая система интеграции со смартфонами для мультимедиа-систем Audio 20 USB and Audio 20, дополнительная защита от отвлекающего освещения спереди или сбоку при помощи боковых шарнирных жалюзи (при заказе соответствующей опции), многофункциональное рулевое колесо с подогревом для моделей в кузове купе, двухтрубная выхлопная система для C180, новые элементы оформления экстерьера (в том числе пакет Night Edition и Style Package , который стал доступен для C-класса в кузове кабриолет) и множество других модификаций. Кабриолет также оснастили системой круиз-контроля с ограничителем, а на заказ стал доступен пакет безопасности задних пассажиров Rear Seat Safety.

### Рестайлинг (2017)
В 2017 году был проведён рестайлинг модели, в рамках которого инженеры компании Mercedes-Benz привнесли изменения в экстерьер автомобиля (передняя и задняя оптика с новым световым рисунком, бампера и иные элементы), новые модульные двигатели, обновление мультимедийной системы, косметические изменения в интерьере, а также увеличение перечня доступных систем безопасности и помощников водителя. Зимой 2017 года на тестовых заездах фотошпионам удалось запечатлеть вариант в кузове универсал. По представленным снимкам салона стало ясно, что в интерьере автомобиля появится новая крупная сенсорная панель на тоннеле, видоизменится рулевое колесо, а также добавятся новые элементы управления различными электронными системами. Весной того же года тестовые прототипы мощных модификаций от подразделения Mercedes-AMG были замечены на дорогах общего пользования в защитном камуфляже, в частности Mercedes-AMG C63 в кузове купе. В рамках комплексного обновления серии ожидается изменение и AMG моделей, в частности увеличение мощности битурбированного двигателя M177 и замена решётки радиатора на представленную ранее Panamericana grille от обновлённого спорткара Mercedes-AMG GT. Ожидается также и пополнение модельного ряда наиболее мощной версией C63 R. Несмотря на ожидания позже стало известно, что рестайлинговая модель будет представлена в марте 2018 года в рамках Женевского автосалона. Осенью 2017 года стало известно, что в число технических обновлений войдут новые модульные двухлитровый дизельный ДВС (заменит устаревший 2.1) и двухлитровый бензиновый агрегат M264 со стартером-генератором EQ Boost. Наиболее значимым изменением в линейке AMG стал ребрендинг модели C43 в C53, 367-сильный турбированный V6 двигатель которого заменили на рядный 6-цилиндровый 3.0 M256. При этом автомобили стали полновесными гибридами с 68-сильными электромоторами. На рынок новая модель вышла летом 2018 года.

## Описание

### Экстерьер
Новый C-класс увеличился в размерах. Колёсная база выросла на 80 миллиметров по сравнению с предыдущей моделью и теперь составляет 2840 мм. Длина автомобиля увеличилась на 95 миллиметров (всего 4686 мм), ширина — на 40 мм (1810 мм в целом). Пространство для задних пассажиров было значительно увеличено, добавив ещё больше комфорта. Новый C-класс также опережает своего предшественника по мощности загрузки, составляющей 480 литров (в соответствии с ISO 3832).
W205 является первым автомобилем, который использует платформу с модульной задне-приводной архитектурой (англ. Modular Rear-wheel Drive Architecture). Новая структура модели значительно легче благодаря широкому применению алюминия по всему кузову (его доля возросла по сравнению с предшественником с 10 % до почти 50 %), в результате чего удалось достигнуть снижения веса на 100 килограмм. По заявлению компании, кузов автомобиля намного более жесткий, чем у других транспортных средств того же класса. Гибридный алюминиевый корпус на 70 кг легче, чем обычный стальной корпус, что позволило сократить потребление топлива до 20 % без потери производительности, в то же время понизив центр тяжести и, соответственно, повысив маневренность. При этом все традиционные ценности компании остались без изменений — безопасность водителя и пассажиров осталась на самом высоком уровне благодаря специально проработанным зонам деформации и комбинации алюминиевых отливок с ультра-высокопрочными материалами.
На визуальном уровне новый C-класс представляет собой смелый отход от своего предшественника. Динамичный, современный дизайн с гармоничными линиями выполнен в духе минимализма, подчёркивающим технологичность автомобиля. Точные линии и скульптурные поверхности создают прогрессивные световые и теневые эффекты. По словам Гордена Вагенера, вице-президента по дизайну концерна Daimler AG, «новый C-класс демонстрирует автомобильную страсть и чувственную чистоту благодаря современному, новаторскому дизайну. Он выводит понятие современной роскоши на новый уровень». Длинный капот, установленный подальше салон и короткие свесы определяют классический стиль C-класса. Большие колёса подчёркивают тыл автомобиля и придают ему стильный спортивный характер.
На выбор предлагается два варианта оформления передней части W205: спортивный с центрально расположенной звездой на решётке радиатора, и эксклюзивный с классической решёткой радиатора и трёхлучевой звездой на капоте. Плавники решётки радиатора могут быть полностью закрыты, чтобы оптимизировать значение коэффициента аэродинамического сопротивления Cd, которое и без того было тщательно проработано инженерами компании. Так, например, модель C220 BlueTEC ECO обладает Cd равным 0.24, устанавливая новые стандарты в сегменте автомобилей среднего класса. В сравнении с предыдущей моделью шумоизоляция было проработана ещё тщательнее. Специалисты оптимизировали шумовые характеристики внутреннего вентилятора, электростеклоподъёмников, электроприводов сидений и многих других элементов.
Новый С-класс поставляется с Н7 галогенными фарами в стандартной комплектации. В дополнение к этому доступны два энергосберегающих светодиодных решения: статические фары и динамические фары с функцией Intelligent Light System. Задние и тормозные огни оснащены светодиодами для всех моделей независимо от комплектации. На автомобиль устанавливаются шины размером 205/55 R16.

### Комплектация
В стандартной комплектации фирменная звезда Mercedes-Benz более не устанавливается на капоте, как это было у предыдущих поколений, а встраивается в решётку радиатора. Декоративные планки представляют собой полированный алюминий. Модели C180d, C160 и C180 в базовой комплектации поставляются с 16-дюймовыми стальными колёсами и колпаками, остальные модели оснащаются легкосплавными дисками. На всех моделях устанавливается теплоизолирующее зелёное стекло. Передняя оптика — галогеновая, однако противотуманные фары светодиодные. Задние фонари состоят исключительно из светодиодных огней. Шасси оснащается избирательной системой демпфирования. Маломощные двигатели в базовой комплектации работают в паре с шестиступенчатой механической коробкой передач с системой «старт-стоп» и оснащаются чувствительным к скорости рулевым управлением. В стандартной комплектации все модели оснащаются автоматическим климат-контролем, трёхспицевым многофункциональным рулём обшитым кожей и аудиосистемой Audio 20 USB с семидюймовым цветным дисплеем и разрешением 800х480 пикселей.
Всего на момент выпуска модели W205 было доступно 3 линии исполнения автомобиля: Avantgarde (спортивность), Exclusive (изысканность и роскошь) и AMG (мощность и решительность).

#### Avantgarde
Линия исполнения Avantgarde включает большее количество хромированных элементов в оформлении автомобиля. Так, например, на переднем бампере устанавливается хромированная накладка, а внешние воздухозаборники оснащаются двойными хромированными полосками (с 2015 года). Решётка радиатора со встроенной эмблемой бренда состоит из двух ребер в серебряном матовом цвете с хромированными вставками, которые визуально протягиваются над боковыми порогами к заднему бамперу. В отличие от базовой модели, оконные рамы изготавливаются из полированного алюминия. Задний бампер имеет вид диффузора. В стандартной комплектации на автомобиль устанавливаются 17-дюймовые легкосплавные диски серого цвета в дизайне из пяти спиц. По заказу клиента в данной линии исполнения клиренс автомобиля может быть уменьшен.

Внешний вид автомобиля с линией исполнения Avantgarde
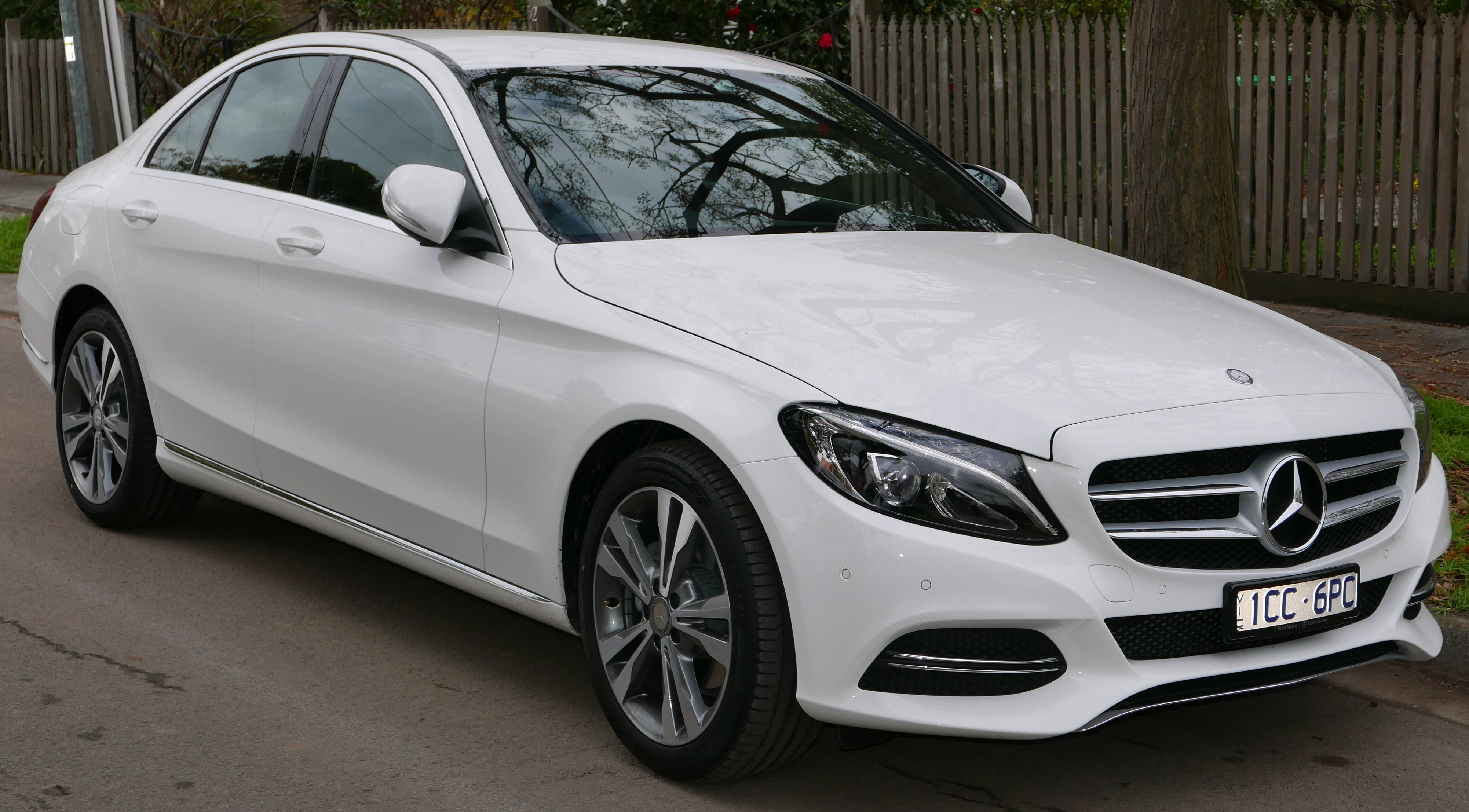
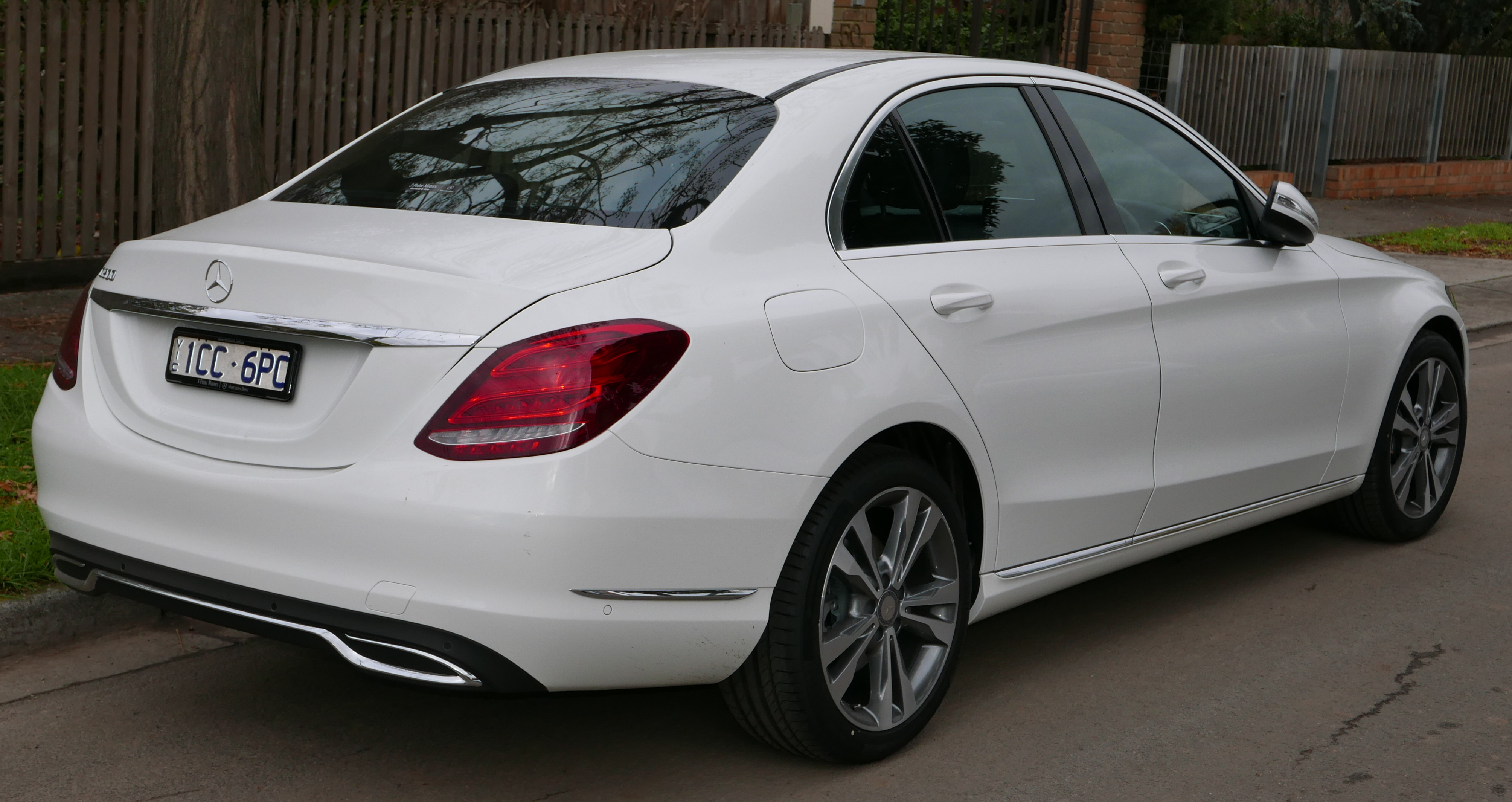
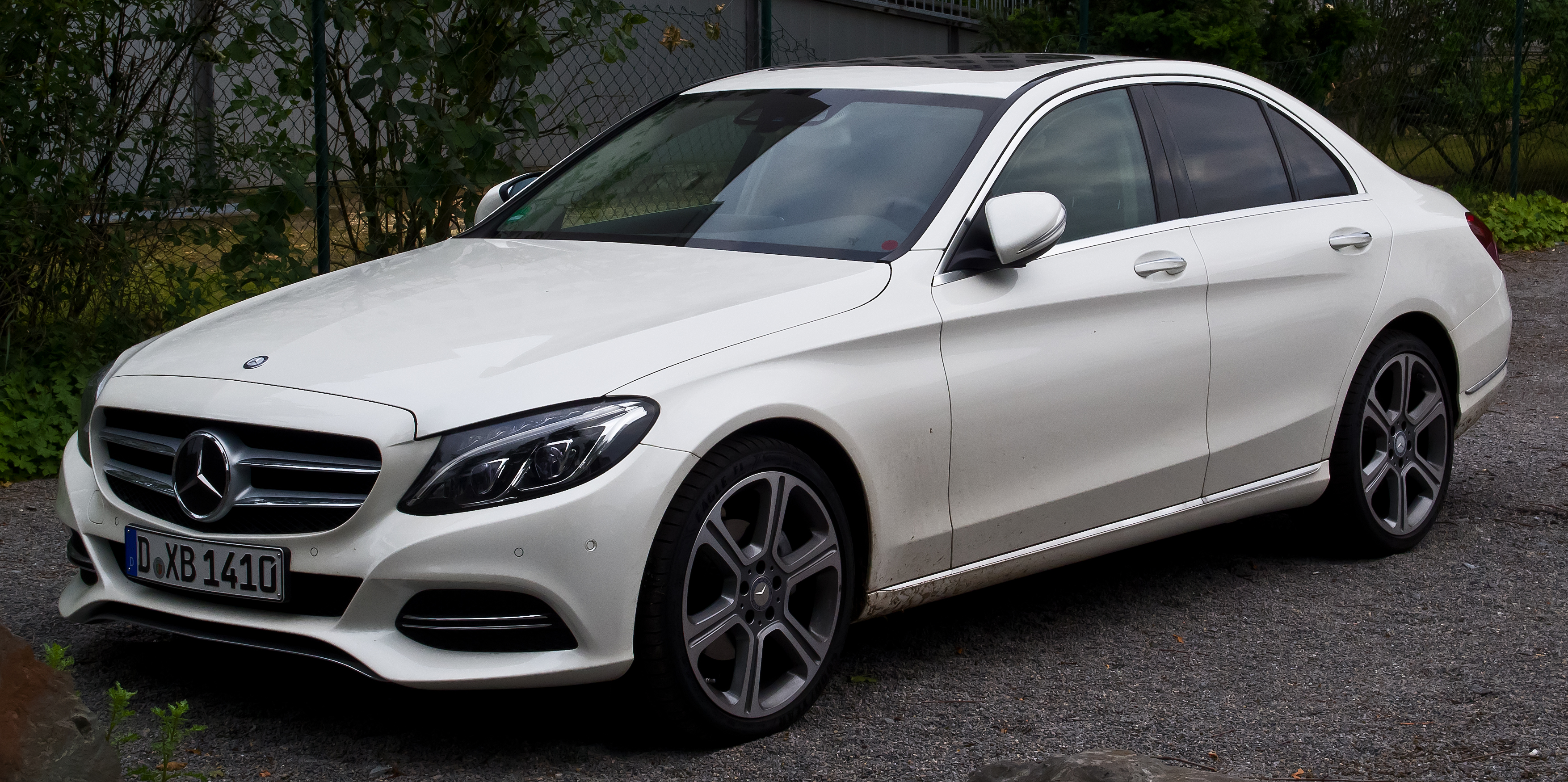
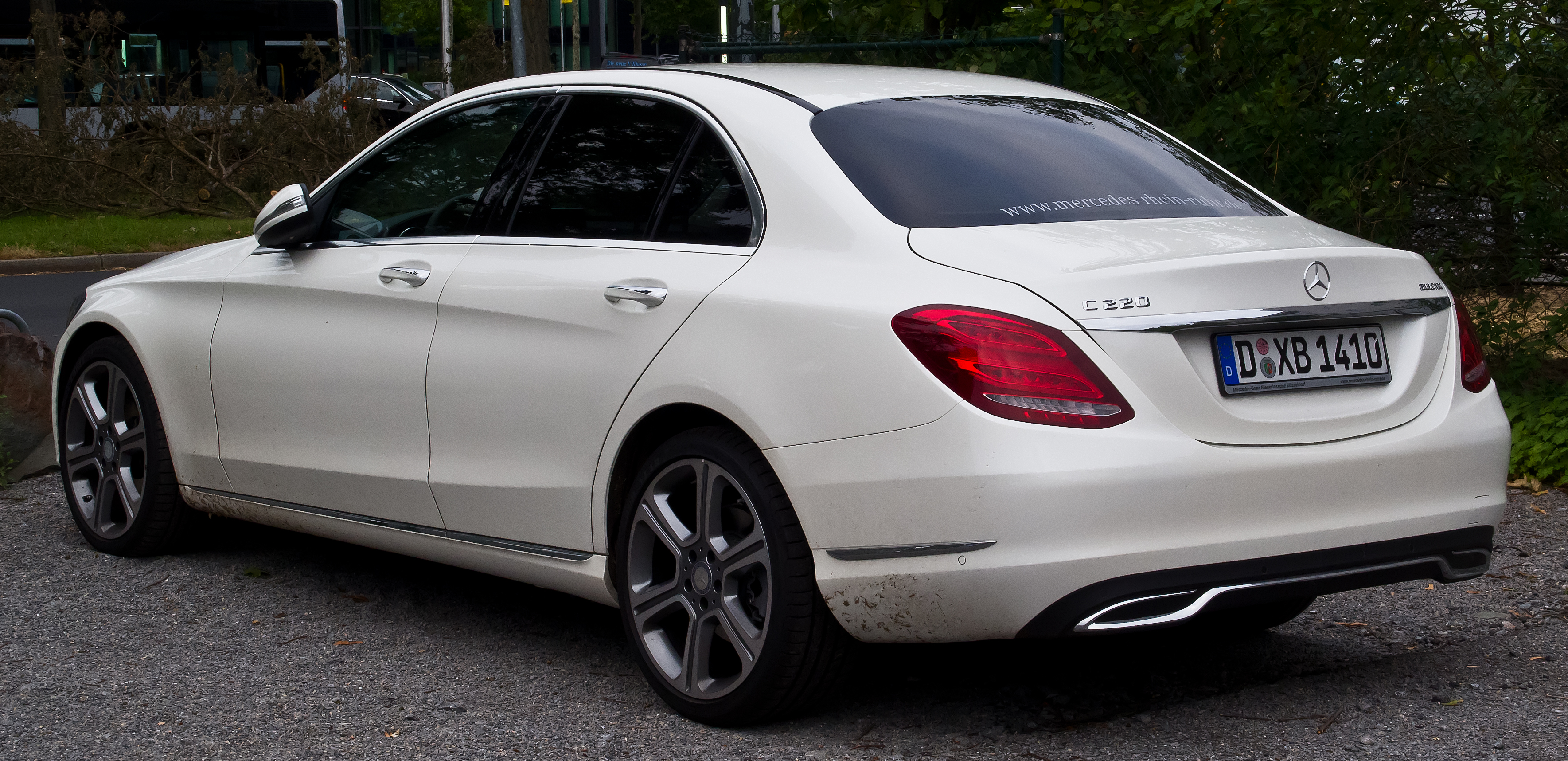

#### Exclusive
Линия исполнения Exclusive среди иных вариантов исполнения является единственной, где фирменная эмблема бренда устанавливается не на хромированную решётку радиатора, которая в данном варианте оснащается несколькими ламелями, а на капот. В ином она очень схожа с линией Avantgarde, за исключением 17-дюймовых мультиспицевых легкосплавные дисков и возможности уменьшить клиренс автомобиля.

Внешний вид автомобиля с линией исполнения Exclusive
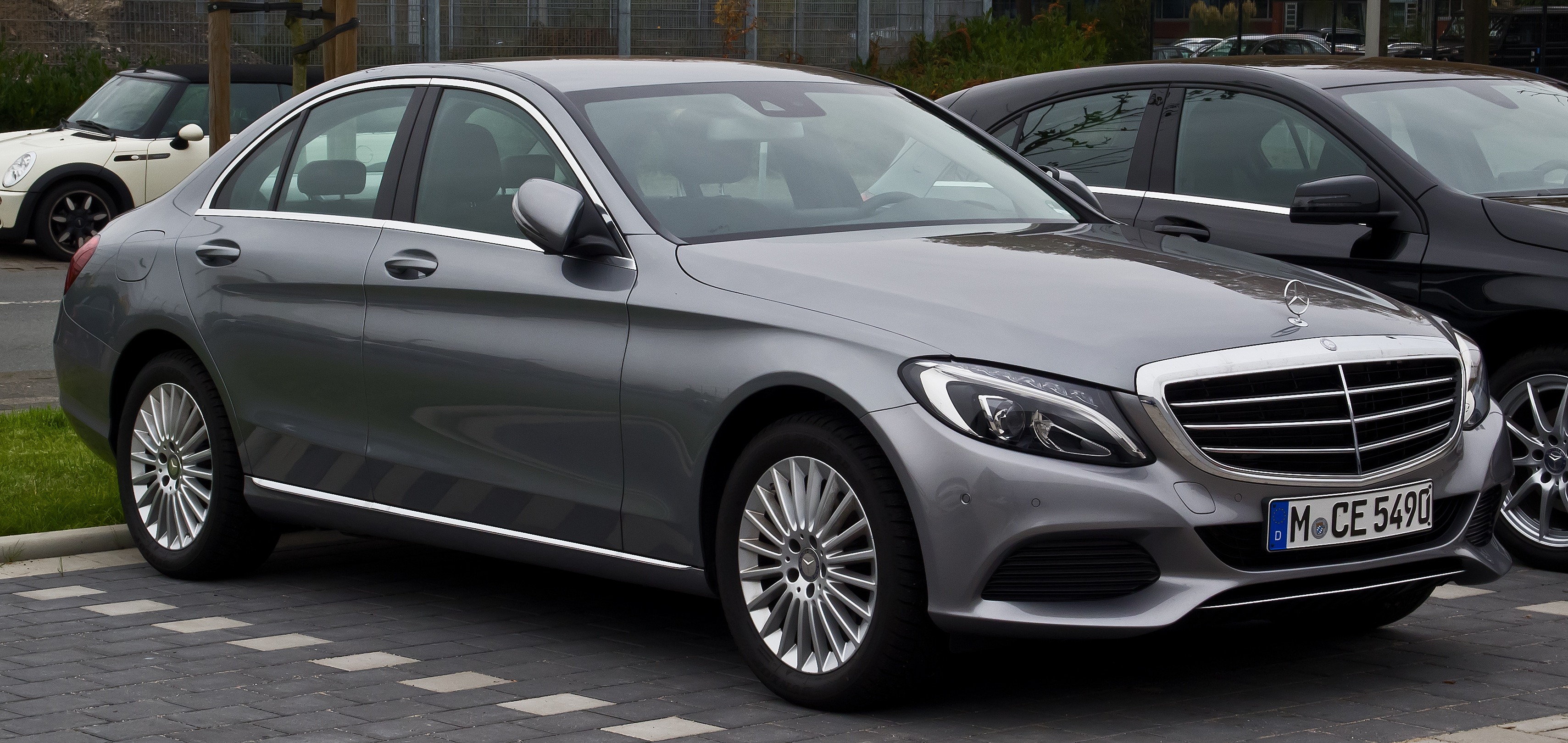
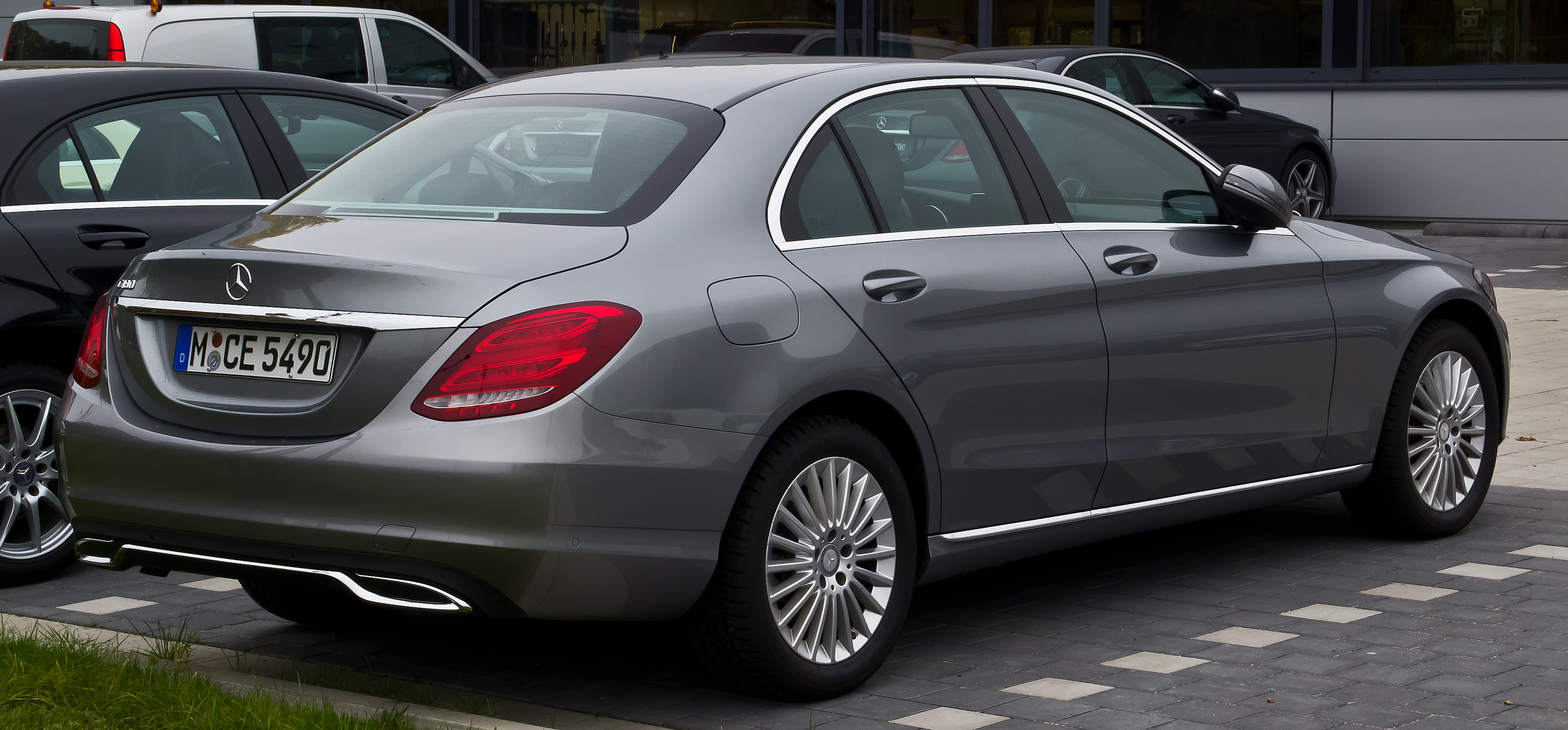
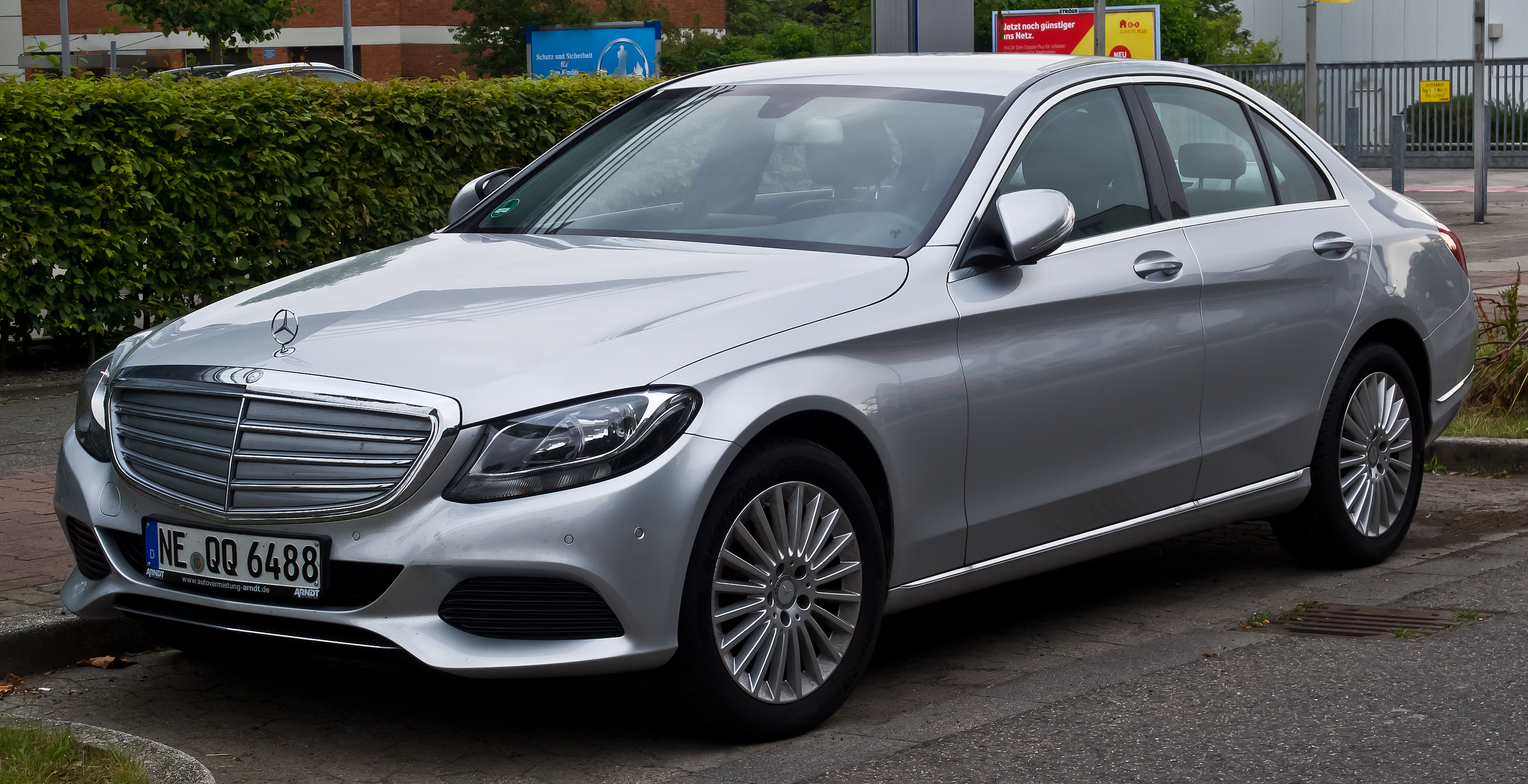
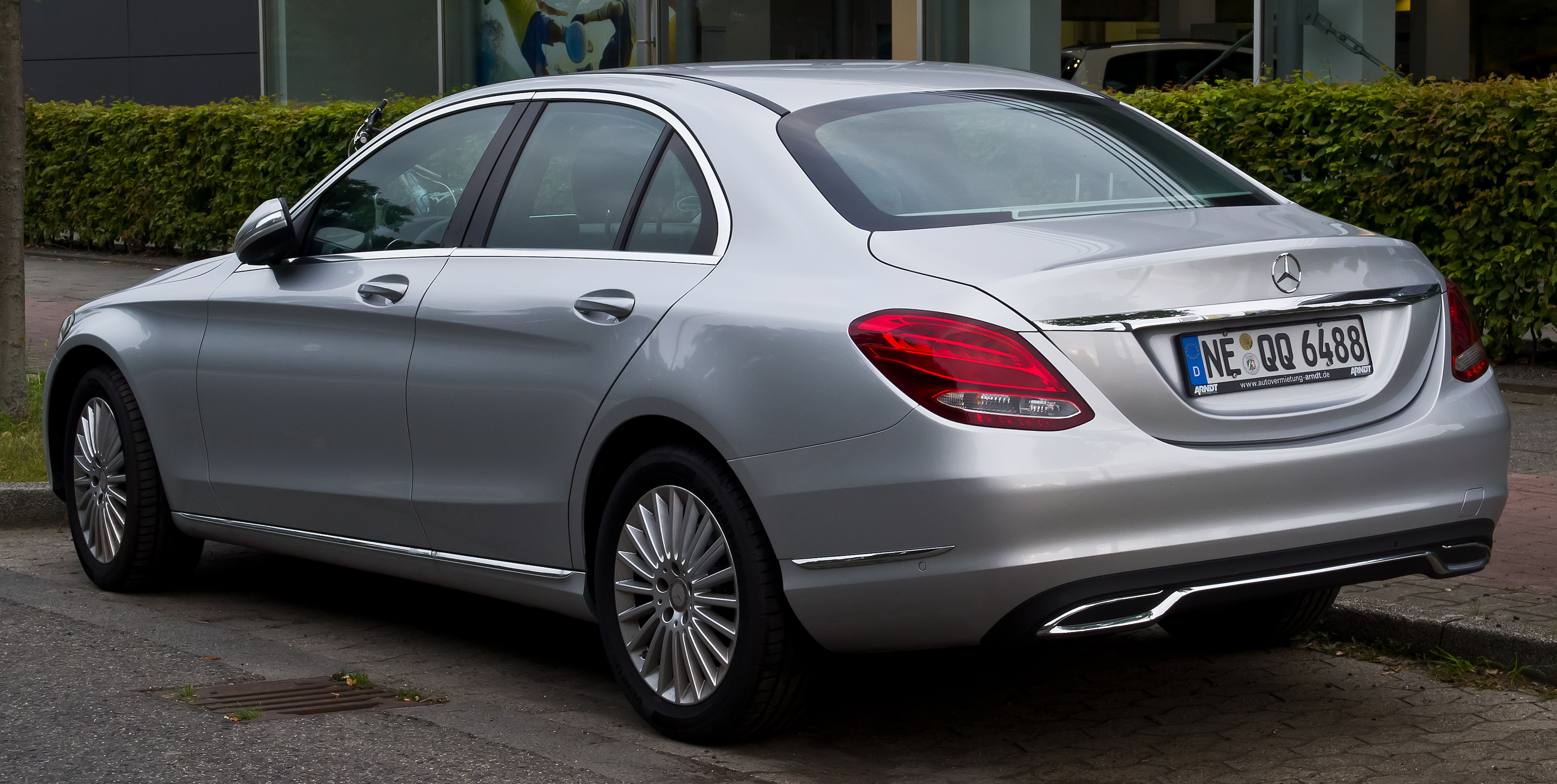

#### AMG Line
Линия исполнения AMG Line (также известная как AMG Sport-Paket) является интерпретацией дизайнерских решений, применяемых на автомобилях подразделения Mercedes-AMG. В неё входят передние и задние бампера в стиле AMG, 18-дюймовые фирменные легкосплавные диски серого цвета в дизайне из пяти спиц, алюминиевые патрубки выхлопной системы в задней части автомобиля. Остальные решения в той или иной мере позаимствованы у линий исполнения Exclusive и Avantgarde, за исключением спортивной подвески, заниженной на 15 мм, а также спортивного рулевого управления и перфорированных передних тормозных дисков.

Внешний вид автомобиля с линией исполнения AMG Line
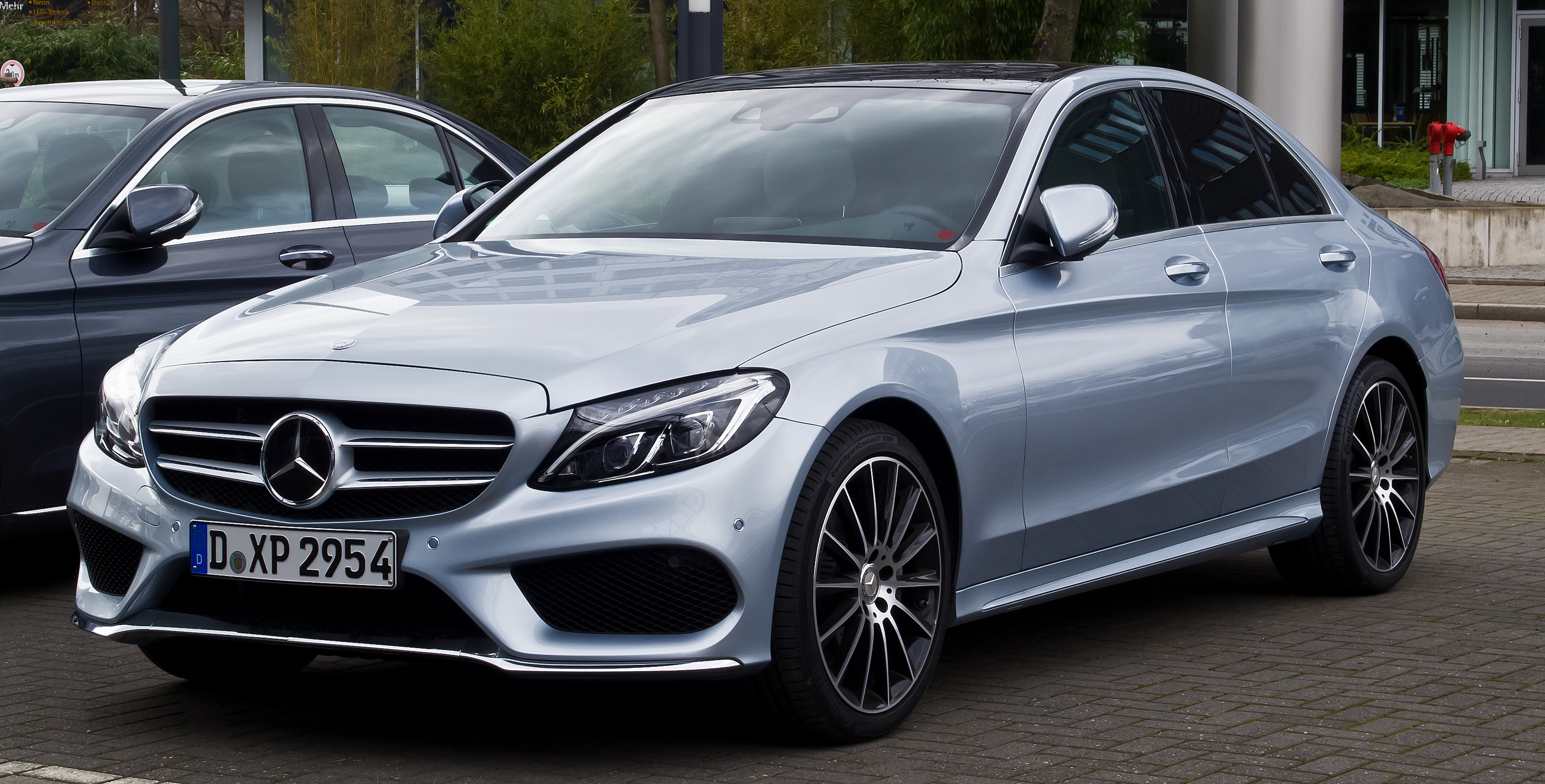
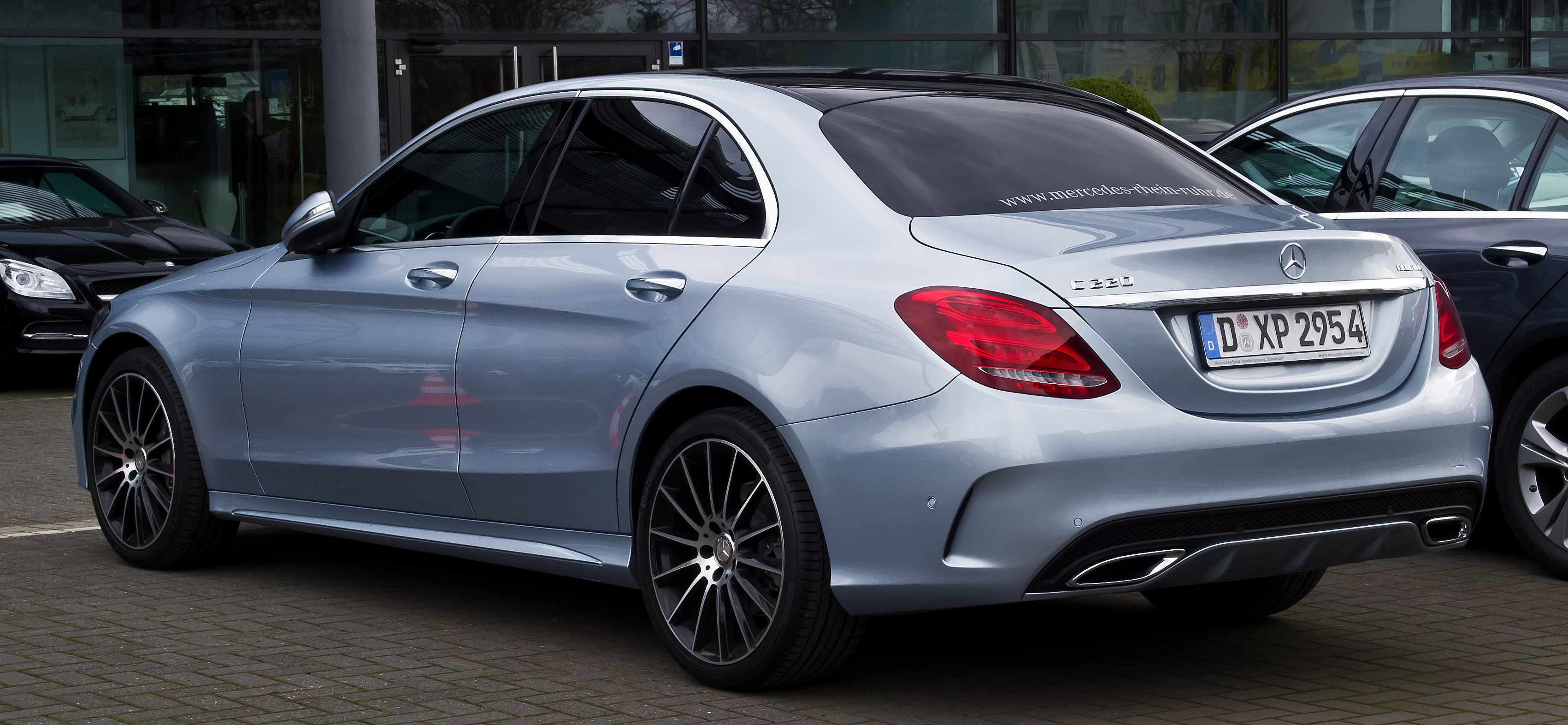
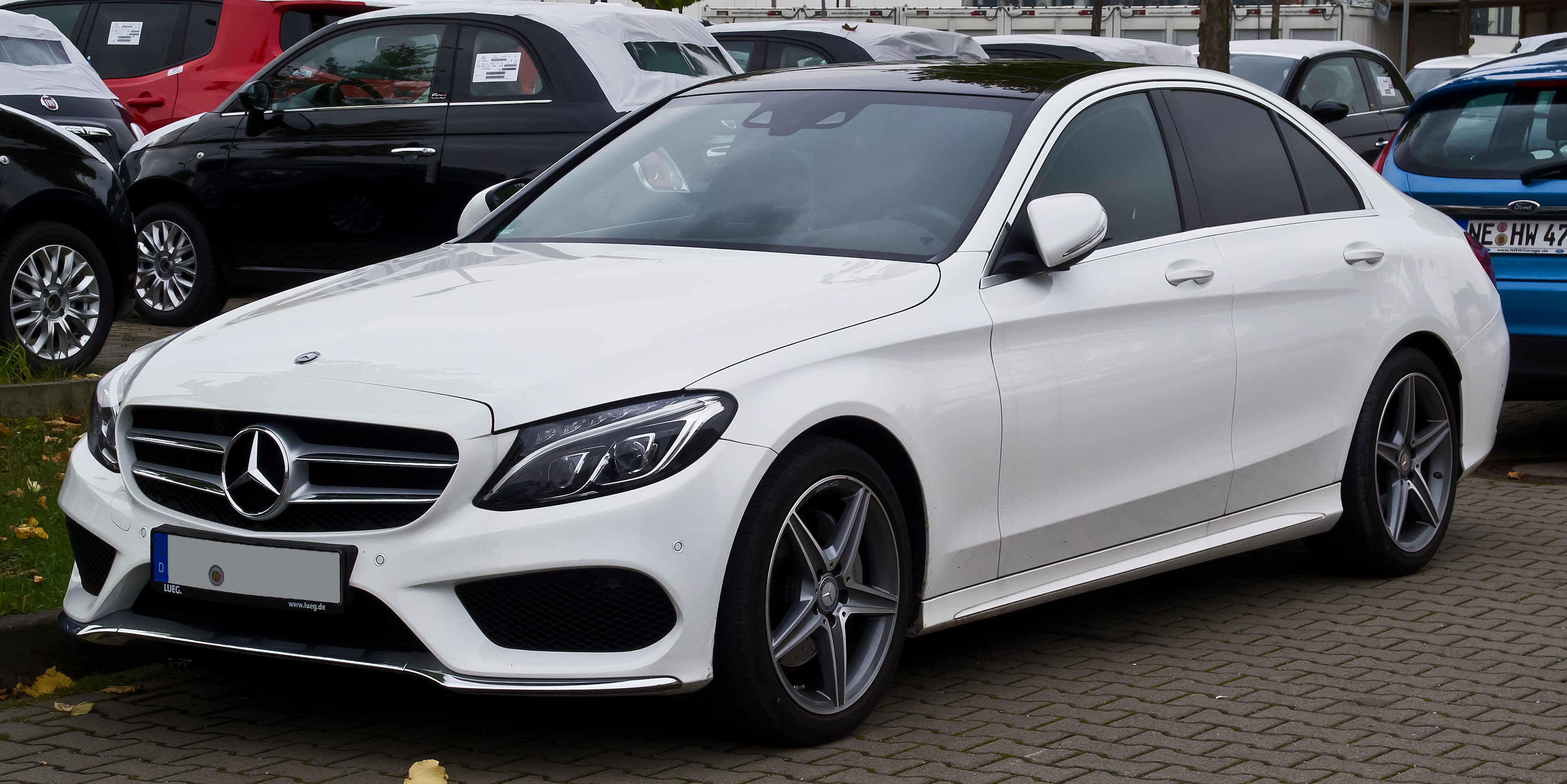
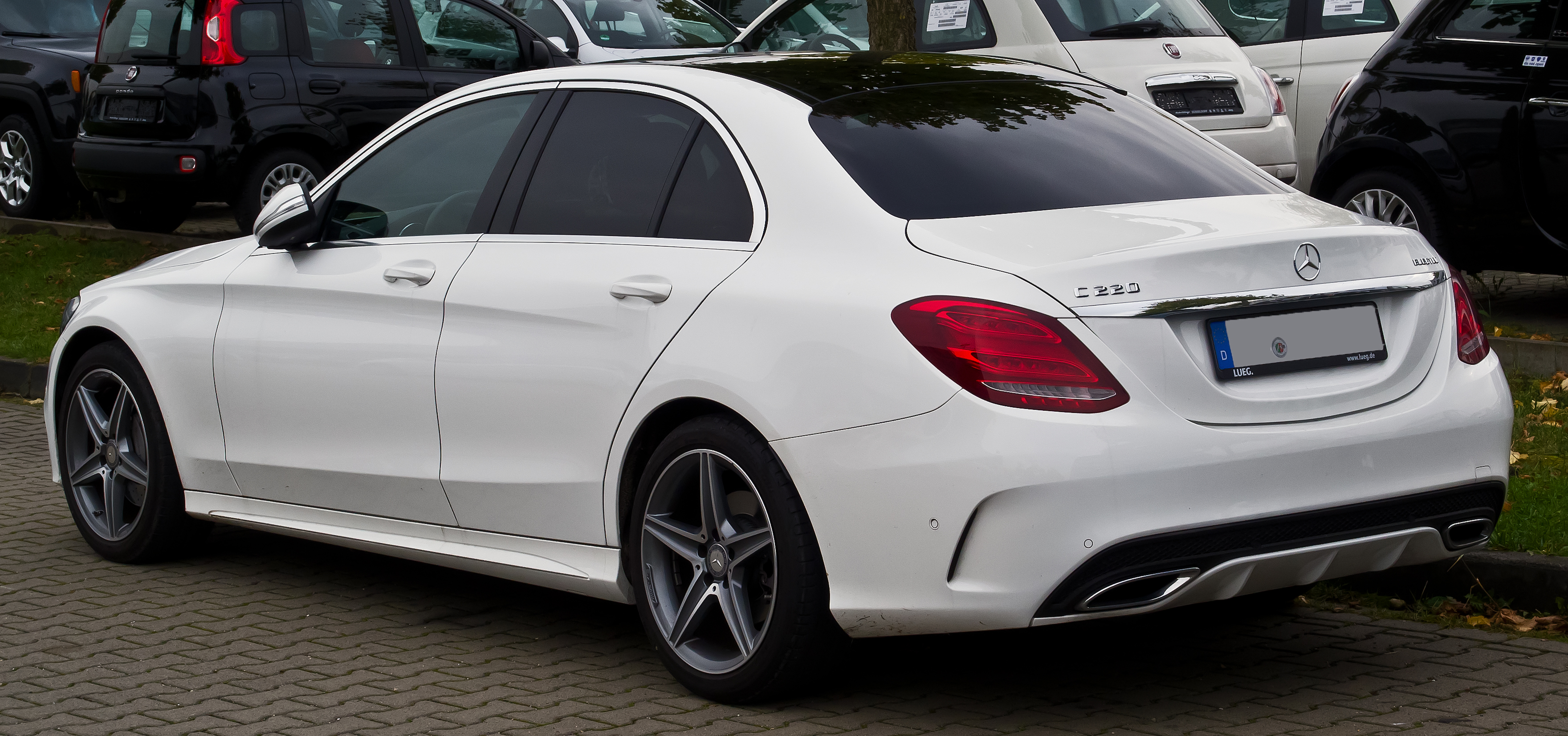

### Интерьер

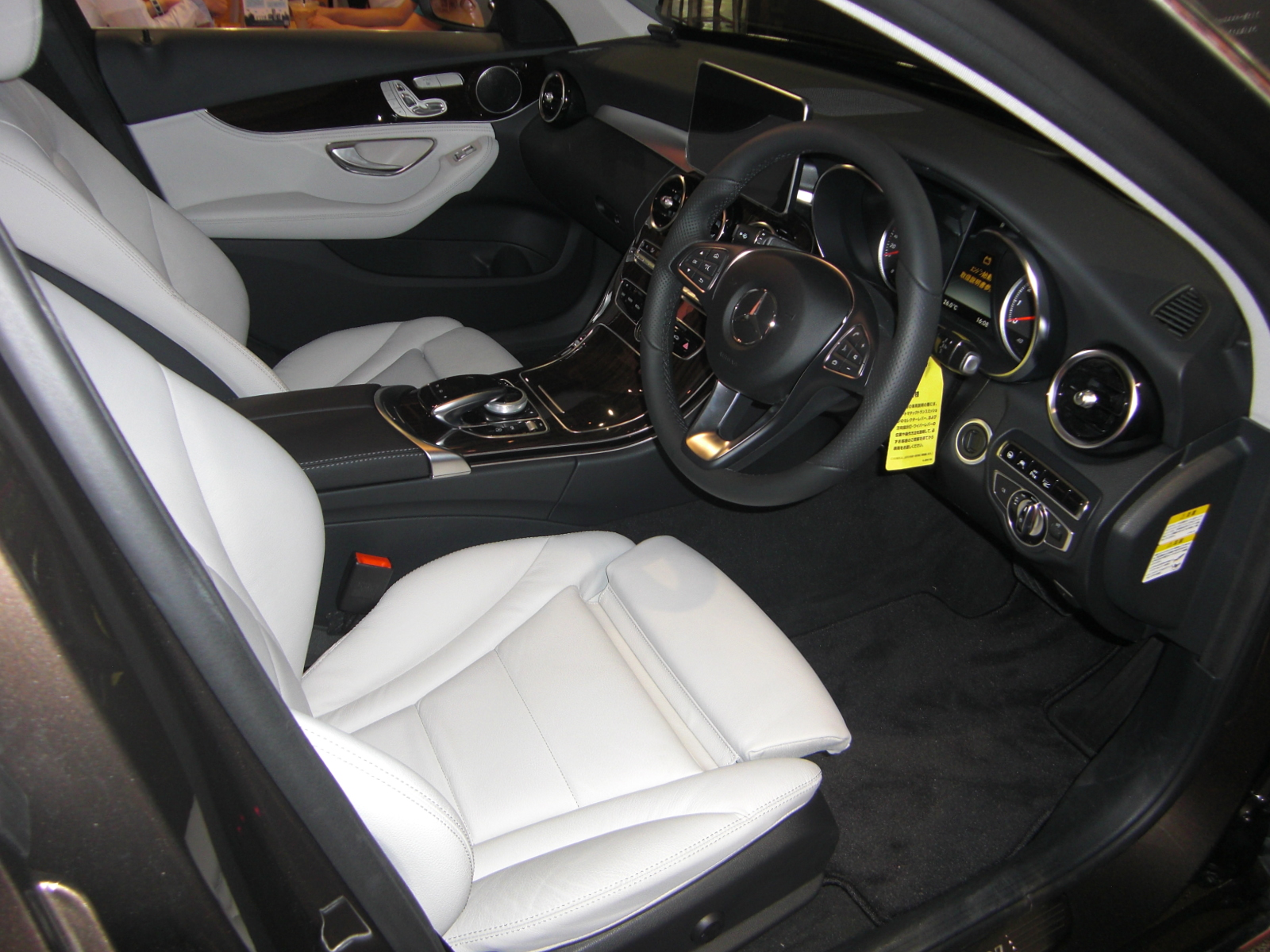
Интерьер W205

Дизайнеры Mercedes-Benz вывели оформление интерьера W205 на уровень, который, с их слов, редко встречается даже в автомобилях классом повыше. Этого, по мнению компании, удалось достичь благодаря тщательно отобранным материалам высокого класса, приятным на ощупь и на вид, а также точностью и скрупулёзностью проработки даже самых мелких деталей. Дизайн интерьера воплощает новую идиому, которая сочетает сдержанность, чувственность и чистоту в сочетании с динамической спортивностью.
Пространство передней части автомобиля достаточно объёмно и разрабатывалось так, чтобы и водитель и передний пассажир чувствовали себя комфортно. Передняя панель приборов сочетает опыт производства спортивных автомобилей марки Mercedes-Benz с участием бесшовных, чётких и плавных линий. Большая цельная центральная консоль на моделях с автоматической коробкой передач элегантно «развёртывается» от вентиляционных отверстий до подлокотников. На автомобилях с механической коробкой передач центральная консоль немного иная и имеет два отдельных варианта отделки в целях создания достаточно пространства для эргономичной работы рычага переключения передач.
По центру передней приборной панели по заказу устанавливается 7-дюймовый или 8.4-дюймовый дисплей с системой COMMAND Online. Пять круглых вентиляционных отверстий приборной панели придают салону спортивный вид. Их металлическое оформление создаёт осязаемый контраст с деревянной и кожаной отделками. Все элементы управления выполнены в удобном и современном трёхмерном дизайне. Управление осуществляется также при помощи тачпада, который позволяет вводить буквы, цифры и символы латинского алфавита.
На лобовом стекле располагается head-up дисплей — новшество для C-класса. Как и в реактивных истребителях на нём отображается важная информация непосредственно в поле зрения водителя, таким образом обеспечивая безопасность движения благодаря отсутствию необходимости в переключении внимания с дорожной обстановки на панель приборов. Дисплей предоставляет информацию о скорости транспортного средства, ограничениях на передвижение и навигационные инструкции, а также сообщения от круиз-контроля DISTRONIC PLUS.
Среди систем комфорта присутствуют электрический привод передних кресел, зеркал и стёкол, двухзональный климат-контроль. Прослушивание музыки и просмотр видеофильмов доступны при помощи Bluetooth, iPod, iPhone, MiscroSD-карты, USB-подключаемого устройства или CD/DVD диска и мультимедийной системы COMAND Online.

### Двигатели

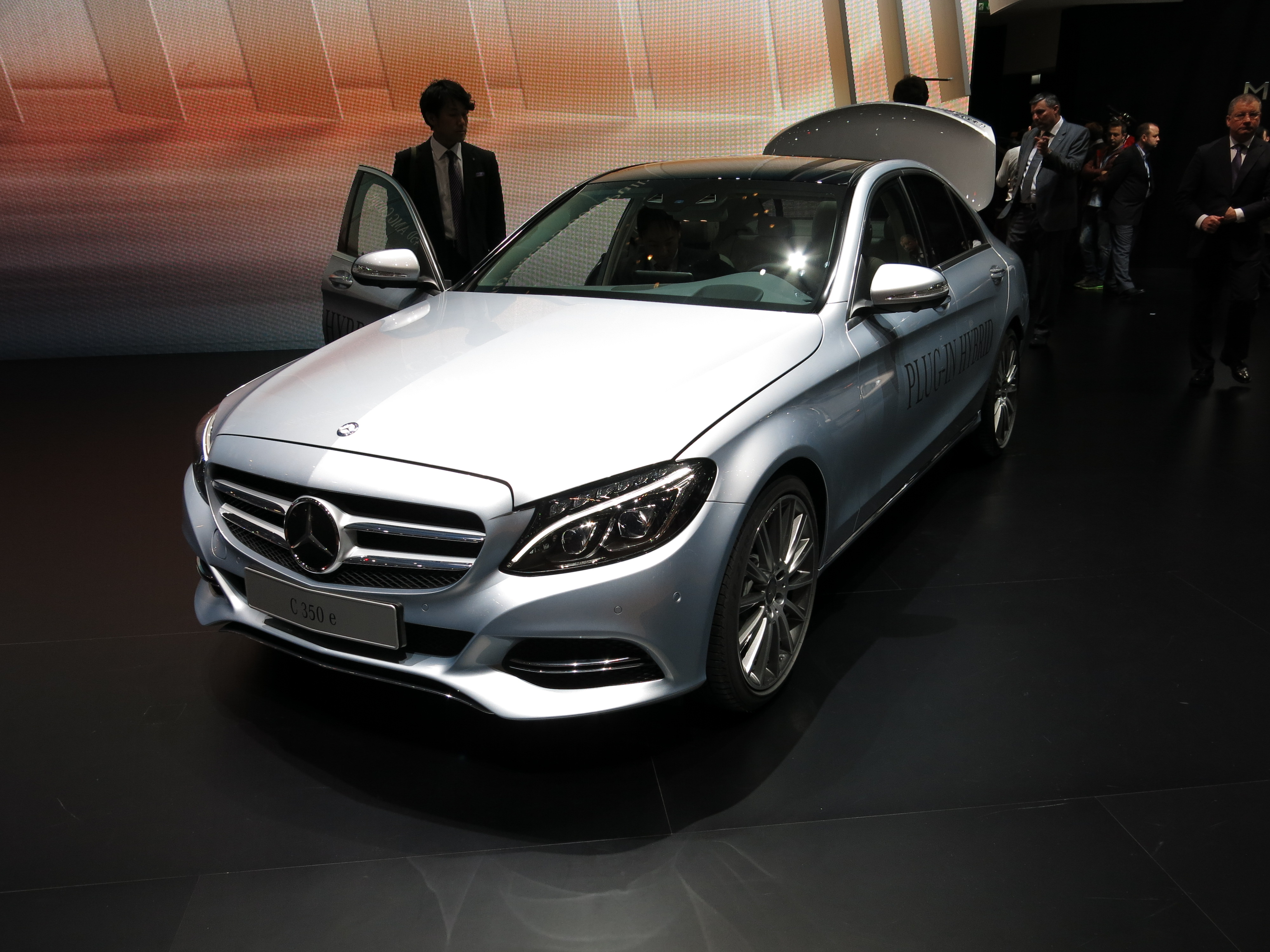
C350 e plug-in Hybrid

Мощные и эффективные бензиновые и дизельные двигатели, оборудованные функцией «старт-стоп», соответствуют нормам выбросов Евро-6. Инженерам компании Mercedes-Benz удалось сократить потребление топлива до 20 % по сравнению с предыдущей моделью. Кроме того, дизельные двигатели получили системы BlueTEC и BlueEFFICIENCY и оснащаются технологией SCR. На момент запуска W205 в продажу были доступны три варианта двигателей: бензиновые C180 (1.6-литровый мотор, 115 кВт / 156 л. с., 8,2 сек до 100 км/ч) и C200 (2.0-литровый мотор, 135 кВт / 184 л. с., 7,5 сек до 100 км/ч), а также дизельный C220 BlueTEC (2,2-литровый мотор, 125 кВт / 170 л. с., 8,1 сек до 100 км/ч). Впоследствии линейка мотором расширилась и продолжает обновляться.
После выхода модели W205 компания планировала выпустить бензиновые двигатели с непосредственным впрыском топлива третьего поколения и технологией BlueDIRECT. Модельный ряд расширился 5-ю 4-цилиндровыми бензиновыми двигателями мощностью от 115 до 175 кВт (156—238 л. с.).
В январе 2015 года к модельному ряду присоединился гибридный электродвигатель C350 e plug-in Hybrid, суммарно развивающий мощность в 205 кВт (279 л. с.) и 600 Н·м крутящего момента.

#### Бензиновые
| Модель                           | C 160                                        | C 180                                                                         | C 200                                                                         | C 200                                              | C 200 4MATIC                                  | C 200 4MATIC                                       | C 250                                         | C 300                                         | C 300                               | C 350 e                                          | C 400 4MATIC                                 | AMG C 43 4MATIC                          | C 450 AMG 4MATIC                         | AMG C 43 4MATIC                     | AMG C 63                                                                   | AMG C 63 S                                                                 |
| Годы выпуска                     | с 05/2015                                    | с 02/2014                                                                     | 02/2014-04/2018                                                               | с 04/2018                                          | 05/2015-04/2018                               | с 04/2018                                          | 06/2014-04/2018                               | 01/2015-04/2018                               | с 07/2018                           | 03/2015-04/2018                                  | с 10/2014                                    | 07/2016-04/2018                          | 04/2015-06/2016                          | с 04/2018                           | с 02/2015                                                                  | с 02/2015                                                                  |
| Характеристики                   |                                              |                                                                               |                                                                               |                                                    |                                               |                                                    |                                               |                                               |                                     |                                                  |                                              |                                          |                                          |                                     |                                                                            |                                                                            |
| Двигатель*                       | M274 DE 16 AL                                | M274 DE 16 AL                                                                 | M274 DE 20 AL                                                                 | M264 E15 DE AL                                     | M274 DE 20 AL                                 | M264 E15 DE AL                                     | M274 DE 20 AL                                 | M274 DE 20 AL                                 | M264 DE 20 AL                       | M274 DE 20 AL                                    | M276 DE 30 AL                                | M276 DE 30 AL                            | M276 DE 30 AL                            | M276 DE 30 AL                       | M177 DE 40 AL                                                              | M177 DE 40 AL                                                              |
| Тип двигателя                    | R4                                           | R4                                                                            | R4                                                                            | R4                                                 | R4                                            | R4                                                 | R4                                            | R4                                            | R4                                  | R4 + электромотор                                | V6                                           | V6                                       | V6                                       | V6                                  | V8                                                                         | V8                                                                         |
| Система питания                  | прямой впрыск топлива                        | прямой впрыск топлива                                                         | прямой впрыск топлива                                                         | прямой впрыск топлива                              | прямой впрыск топлива                         | прямой впрыск топлива                              | прямой впрыск топлива                         | прямой впрыск топлива                         | прямой впрыск топлива               | прямой впрыск топлива                            | прямой впрыск топлива                        | прямой впрыск топлива                    | прямой впрыск топлива                    | прямой впрыск топлива               | прямой впрыск топлива                                                      | прямой впрыск топлива                                                      |
| Оснащение                        | турбонаддув                                  | турбонаддув                                                                   | турбонаддув                                                                   | турбонаддув                                        | турбонаддув                                   | турбонаддув                                        | турбонаддув                                   | турбонаддув                                   | турбонаддув                         | турбонаддув                                      | битурбо                                      | битурбо                                  | битурбо                                  | битурбо                             | битурбо                                                                    | битурбо                                                                    |
| Рабочий объём                    | 1595 см3                                     | 1595 см3                                                                      | 1991 см3                                                                      | 1497 см3                                           | 1991 см3                                      | 1497 см3                                           | 1991 см3                                      | 1991 см3                                      | 1991 см3                            | 1991 см3                                         | 2996 см3                                     | 2996 см3                                 | 2996 см3                                 | 2996 см3                            | 3982 см3                                                                   | 3982 см3                                                                   |
| Мощность                         | 95 кВт (129 л. с.) при 5000 об/мин           | 115 кВт (156 л. с.) при 5300 об/мин                                           | 135 кВт (184 л. с.) при 5500 об/мин                                           | 135 + 10 кВт (184 + 14 л. с.) при 5800-6100 об/мин | 135 кВт (184 л. с.) при 5500 об/мин           | 135 + 10 кВт (184 + 14 л. с.) при 5800-6100 об/мин | 155 кВт (211 л. с.) при 5500 об/мин           | 180 кВт (245 л. с.) при 5550 об/мин           | 190 кВт (258 л. с.) при 5500 об/мин | 155 кВт (211 л. с.) + 60 кВт 205 кВт (279 л. с.) | 245 кВт (333 л. с.) при 5250-6000 об/мин     | 270 кВт (367 л. с.) при 5500-6000 об/мин | 270 кВт (367 л. с.) при 5500-6000 об/мин | 287 кВт (390 л. с.) при 5500 об/мин | 350 кВт (476 л. с.) при 5500-6250 об/мин                                   | 375 кВт (510 л. с.) при 5500-6250 об/мин                                   |
| Крутящий момент                  | 210 Н·м при 1200-4000 об/мин                 | 250 Н·м при 1250-4000 об/мин                                                  | 300 Н·м при 1200-4000 об/мин                                                  | 280 Н·м при 3000-4000 об/мин                       | 300 Н·м при 1200-4000 об/мин                  | 280 Н·м при 3000-4000 об/мин                       | 350 Н·м при 1200-4000 об/мин                  | 370 Н·м при 1300-4000 об/мин                  | 370 Н·м при 1800-4000 об/мин        | 350 Н·м при 1200-4000 об/мин + 340 Н·м 600 Н·м   | 480 Н·м при 1400-4000 об/мин                 | 520 Н·м при 2000-4200 об/мин             | 520 Н·м при 2000-4200 об/мин             | 520 Н·м при 2500-5000 об/мин        | 650 Н·м при 1750-4500 об/мин                                               | 700 Н·м при 1750-4500 об/мин                                               |
| Ходовая часть                    |                                              |                                                                               |                                                                               |                                                    |                                               |                                                    |                                               |                                               |                                     |                                                  |                                              |                                          |                                          |                                     |                                                                            |                                                                            |
| Подвеска                         | задний привод                                | задний привод                                                                 | задний привод                                                                 | задний привод                                      | полный привод                                 | полный привод                                      | задний привод                                 | задний привод                                 | задний привод                       | задний привод                                    | полный привод                                | полный привод                            | полный привод                            | полный привод                       | задний привод                                                              | задний привод                                                              |
| Трансмиссия [ опционально ]      | 6-ступенчатая механическая [ 9G-Tronic ]     | 6-ступенчатая механическая [ 7G-Tronic Plus (до середины 2016)] [ 9G-Tronic ] | 6-ступенчатая механическая [ 7G-Tronic Plus (до середины 2016)] [ 9G-Tronic ] | 9G-Tronic                                          | 7G-Tronic Plus (до середины 2016) / 9G-Tronic | 7G-Tronic Plus (до середины 2016) / 9G-Tronic      | 7G-Tronic Plus (до середины 2016) / 9G-Tronic | 7G-Tronic Plus (до середины 2016) / 9G-Tronic | 9G-Tronic                           | 7G-Tronic Plus (до середины 2016) / 9G-Tronic    | 7G-Tronic Plus / 9G-Tronic (с 04/2016)       | 9G-Tronic                                | 7G-Tronic Plus                           | 9G-Tronic                           | AMG SPEEDSHIFT MCT 7G-Tronic (до июля 2018) / AMG SPEEDSHIFT MCT 9G-Tronic | AMG SPEEDSHIFT MCT 7G-Tronic (до июля 2018) / AMG SPEEDSHIFT MCT 9G-Tronic |
| Данные                           |                                              |                                                                               |                                                                               |                                                    |                                               |                                                    |                                               |                                               |                                     |                                                  |                                              |                                          |                                          |                                     |                                                                            |                                                                            |
| Максимальная скорость            |                                              |                                                                               |                                                                               |                                                    |                                               |                                                    |                                               |                                               |                                     |                                                  |                                              |                                          |                                          |                                     |                                                                            |                                                                            |
| Седан                            | 216 км/ч [ 214 км/ч ]                        | 225 км/ч [ 223 км/ч ]                                                         | 237 км/ч [ 235 км/ч ]                                                         | 239 км/ч                                           | 229 км/ч                                      | 234 км/ч                                           | 250 км/ч                                      | 250 км/ч                                      | 250 км/ч                            | 250 км/ч                                         | 250 км/ч                                     | 250 км/ч                                 | 250 км/ч                                 | 250 км/ч                            | 250 км/ч [ 290 км/ч ]                                                      | 250 км/ч [ 290 км/ч ]                                                      |
| Универсал (T-Modell)             | 210 км/ч [ 208 км/ч ]                        | 223 км/ч [ 221 км/ч ]                                                         | 235 км/ч [ 233 км/ч ]                                                         | 235 км/ч                                           | 227 км/ч                                      | 230 км/ч                                           | 244 км/ч                                      | 250 км/ч                                      | 250 км/ч                            | 246 км/ч                                         | 250 км/ч                                     | 250 км/ч                                 | 250 км/ч                                 | 250 км/ч                            | 250 км/ч [ 280 км/ч ]                                                      | 250 км/ч [ 280 км/ч ]                                                      |
| Купе                             | —                                            | 225 км/ч [ 223 км/ч ]                                                         | 237 км/ч [ 235 км/ч ]                                                         | 239 км/ч                                           | 229 км/ч                                      | 234 км/ч                                           | 250 км/ч                                      | 250 км/ч                                      | 250 км/ч                            | —                                                | 250 км/ч                                     | 250 км/ч                                 | 250 км/ч                                 | 250 км/ч                            | 250 км/ч [ 290 км/ч ]                                                      | 250 км/ч [ 290 км/ч ]                                                      |
| Кабриолет                        | —                                            | 222 км/ч                                                                      | 235 км/ч                                                                      | 235 км/ч                                           | 227 км/ч                                      | 230 км/ч                                           | 244 км/ч                                      | 250 км/ч                                      | 250 км/ч                            | —                                                | 250 км/ч                                     | 250 км/ч                                 | —                                        | 250 км/ч                            | 250 км/ч [ 280 км/ч ]                                                      | 250 км/ч [ 280 км/ч ]                                                      |
| Скорость разгона, 0-100 км/ч     |                                              |                                                                               |                                                                               |                                                    |                                               |                                                    |                                               |                                               |                                     |                                                  |                                              |                                          |                                          |                                     |                                                                            |                                                                            |
| Седан                            | 9,6 c [ 9,8 c ]                              | 8,2 c [ 8,3 c ]                                                               | 7,5 c [ 7,2 c ]                                                               | 7,7 c                                              | 7,4 c                                         | 8,1 c                                              | 6,5 c                                         | 5,9 c                                         | 5,9 c                               | 5,9 c                                            | 4,9 c                                        | 4,7 c                                    | 4,9 c                                    | 4,7 c                               | 4,1 c                                                                      | 4,0 c                                                                      |
| Универсал (T-Modell)             | 9,9 c [ 10,2 c ]                             | 8,4 c [ 8,5 c ]                                                               | 7,7 c [ 7,3 c ]                                                               | 7,9 c                                              | 7,6 c                                         | 8,4 c                                              | 6,6 c                                         | 6,1 c                                         | 6,0 c                               | 6,2 c                                            | 5,0 c                                        | 4,8 c                                    | 5,0 c                                    | 4,8 c                               | 4,2 c                                                                      | 4,1 c                                                                      |
| Купе                             | —                                            | 8,5 c [ 8,8 c ]                                                               | 7,7 c [ 7,3 c ]                                                               | 7,9 c                                              | 7,5 c                                         | 8,4 c                                              | 6,8 c                                         | 6,0 c                                         | 6,0 c                               | —                                                | 4,9 c                                        | 4,7 c                                    |                                          | 4,7 c                               | 4,0 c                                                                      | 3,9 c                                                                      |
| Кабриолет                        | —                                            | 8,9 c [ 8,9 c ]                                                               | 8,2 c [ 7,8 c ]                                                               | 8,5 c                                              | 8,0 c                                         | 8,8 c                                              | 6,9 c                                         | 6,4 c                                         | 6,2 c                               | —                                                | 5,2 c                                        | 4,8 c                                    | —                                        | 4,8 c                               | 4,2 c                                                                      | 4,1 c                                                                      |
| Средний расход топлива на 100 км |                                              |                                                                               |                                                                               |                                                    |                                               |                                                    |                                               |                                               |                                     |                                                  |                                              |                                          |                                          |                                     |                                                                            |                                                                            |
| Седан                            | 5,2-5,7 л Super                              | 5,0-5,5 л Super [ 5,4-5,8 л Super ]                                           | 5,3-5,7 л Super [ 5,3-5,6 л Super ]                                           | 6,0-6,3 л Super                                    | 6,1-6,5 л Super                               | 6,5-6,9 л Super                                    | 5,3-5,6 л Super                               | 6,3 л Super                                   | 6,5-6,9 л Super                     | 2,1 л Super                                      | 7,3 л Super                                  | 7,8-8,0 л Super Plus                     | 7,6 л Super Plus                         | 9,1-9,3 л Super Plus                | 8,2 л Super Plus                                                           | 8,2-8,4 л Super Plus                                                       |
| Универсал (T-Modell)             | 5,4-5,7 л Super                              | 5,4-5,6 л Super [ 5,6-5,8 л Super ]                                           | 5,5-5,8 л Super [ 5,6-6,0 л Super ]                                           | 6,2-6,6 л Super                                    | 6,2-6,5 л Super                               | 6,7-7,1 л Super                                    | 5,6-6,0 л Super                               | 6,4 л Super                                   | 6,6-7,0 л Super                     | 2,1 л Super                                      | 7,4 л Super                                  | 8,1-7,9 л Super Plus                     | 7,7 л Super Plus                         | 9,3-9,6 л Super Plus                | 8,4 л Super Plus                                                           | 8,4-8,6 л Super Plus                                                       |
| Купе                             | —                                            | 5,3-5,8 л Super [ 5,9-5,4 л Super ]                                           | 5,3-5,9 л Super [ 5,9-5,4 л Super ]                                           | 6,1-6,5 л Super                                    | 6,7-7,1 л Super                               | 6,6-7,0 л Super                                    | 5,4-5,9 л Super                               | 6,3-6,8 л Super                               | 6,4-6,9 л Super                     | —                                                | 8,0-7,6 л Super                              | 8,0-7,8 л Super Plus                     |                                          | 9,2-9,5 л Super Plus                | 8,6-8,9 л Super Plus                                                       | 8,6-8,9 л Super Plus                                                       |
| Кабриолет                        | —                                            | 6,0 л Super                                                                   | 6,0 л Super                                                                   | 6,4-6,8 л Super                                    | 7,1 л Super                                   | 6,8-7,0 л Super                                    | 6,2 л Super                                   | 6,7 л Super                                   | 6,7-7,1 л Super                     | —                                                | 8,0 л Super                                  | 8,3 л Super Plus                         | —                                        | 9,5-9,8 л Super Plus                | 8,9-9,3 л Super Plus                                                       | 8,9-9,3 л Super Plus                                                       |
| Выбросы CO2                      |                                              |                                                                               |                                                                               |                                                    |                                               |                                                    |                                               |                                               |                                     |                                                  |                                              |                                          |                                          |                                     |                                                                            |                                                                            |
| Седан                            | 120-130 г/км                                 | 116-127 г/км [ 126—135 г/км ]                                                 | 123-132 г/км [ 123—131 г/км ]                                                 | 136-144 г/км                                       | 141-151 г/км                                  | 148-156 г/км                                       | 123-131 г/км                                  | 143 г/км                                      | 148-158 г/км                        | 48 г/км                                          | 170 г/км                                     | 183-178 г/км                             | 178 г/км                                 | 208-213 г/км                        | 192 г/км                                                                   | 192-195 г/км                                                               |
| Универсал (T-Modell)             | 120-132 г/км                                 | 125-130 г/км [ 129—135 г/км ]                                                 | 128-135 г/км [ 130—140 г/км ]                                                 | 142-151 г/км                                       | 143-152 г/км                                  | 153-162 г/км                                       | 130-140 г/км                                  | 149 г/км                                      | 150-160 г/км                        | 49 г/км                                          | 173 г/км                                     | 181-185 г/км                             | 180 г/км                                 | 204-219 г/км                        | 196 г/км                                                                   | 196-200 г/км                                                               |
| Купе                             | —                                            | 122-135 г/км [ 135—126 г/км ]                                                 | 123-136 г/км [ 137—125 г/км ]                                                 | 140-148 г/км                                       | 162-153 г/км                                  | 150-159 г/км                                       | 125-137 г/км                                  | 146-157 г/км                                  | 147-157 г/км                        | —                                                | 181-172 г/км                                 | 183-178 г/км                             |                                          | 212-217 г/км                        | 200—209 г/км                                                               | 200—209 г/км                                                               |
| Кабриолет                        | —                                            | 135 г/км                                                                      | 136 г/км                                                                      | 145-154 г/км                                       | 163 г/км                                      | 156-160 г/км                                       | 140 г/км                                      | 151 г/км                                      | 153-163 г/км                        | —                                                | 181 г/км                                     | 190 г/км                                 | —                                        | 218-223 г/км                        | 208—218 г/км                                                               | 208—218 г/км                                                               |
| Экологический стандарт           | Евро 6 (до 04/2018) Евро 6d-TEMP (с 04/2018) | Евро 6 (до 04/2018) Евро 6d-TEMP (с 04/2018)                                  | Евро 6                                                                        | Евро 6d-TEMP                                       | Евро 6                                        | Евро 6d-TEMP                                       | Евро 6                                        | Евро 6                                        | Евро 6d-TEMP                        | Евро 6                                           | Евро 6 (до 04/2018) Евро 6d-TEMP (с 07/2018) | Евро 6                                   | Евро 6                                   | Евро 6d-TEMP                        | Евро 6 (до 07/2018) Евро 6d-TEMP (с 09/2018)                               | Евро 6 (до 07/2018) Евро 6d-TEMP (с 09/2018)                               |

 * Расшифровка обозначений двигателей: M = бензиновый двигатель; OM = дизельный двигатель; E = впрыск во впускной коллектор; KE = впрыск во впускной коллектор, компрессорный наддув; DE = прямой впрыск; ML = компрессор; L = охлаждение наддувочного воздуха; A = турбокомпрессор; red. = пониженные характеристики (мощность, рабочий объём); LS = повышенная производительность.
1. 1 2 3 4  С пакетом AMG Driver’s Package.

#### Дизельные
| Модель                           | C 180 d                                 | C 180 d                                 | C 200 d                                                                          | C 200 d                                  | C 200 d                                  | C 220 d BlueEFFICIENCY Edition           | C 220 d                                       | C 220 d 4MATIC                                | C 220 d                                  | C 220 d 4MATIC                           | C 250 d                                       | C 250 d 4MATIC                                | C 300 d                             | C 300 d 4MATIC                      | C 300 h                                                 |
| Годы выпуска                     | 09/2014-07/2018                         | с 07/2018                               | 09/2014-07/2018                                                                  | с 07/2018                                | с 07/2018                                | 06/2014-01/2016                          | 02/2014-07/2018                               | 05/2015-07/2018                               | с 07/2018                                | с 07/2018                                | 06/2014-07/2018                               | 06/2014-07/2018                               | с 07/2018                           | с 07/2018                           | 09/2014-07/2018                                         |
| Характеристики                   |                                         |                                         |                                                                                  |                                          |                                          |                                          |                                               |                                               |                                          |                                          |                                               |                                               |                                     |                                     |                                                         |
| Двигатель*                       | OM626 DE 16 LA red.                     | OM654 DE 16 G SCR red.                  | OM626 DE 16 LA [ OM651 DE 22 LA red. ]                                           | OM654 DE 16 G SCR                        | OM654 D 20 SCR                           | OM651 DE 22 LA                           | OM651 DE 22 LA                                | OM651 DE 22 LA                                | OM654 D 20 SCR                           | OM654 D 20 SCR                           | OM651 DE 22 LA                                | OM651 DE 22 LA                                | OM654 D 20 SCR                      | OM654 D 20 SCR                      | OM651 DE 22 LA                                          |
| Тип двигателя                    | R4                                      | R4                                      | R4                                                                               | R4                                       | R4                                       | R4                                       | R4                                            | R4                                            | R4                                       | R4                                       | R4                                            | R4                                            | R4                                  | R4                                  | R4 + электромотор                                       |
| Система питания                  | Common Rail                             | Common Rail                             | Common Rail                                                                      | Common Rail                              | Common Rail                              | Common Rail                              | Common Rail                                   | Common Rail                                   | Common Rail                              | Common Rail                              | Common Rail                                   | Common Rail                                   | Common Rail                         | Common Rail                         | Common Rail                                             |
| Оснащение                        | турбонаддув                             | турбонаддув                             | турбонаддув                                                                      | турбонаддув                              | турбонаддув                              | битурбо                                  | битурбо                                       | битурбо                                       | турбонаддув                              | турбонаддув                              | битурбо                                       | битурбо                                       | битурбо                             | битурбо                             | битурбо                                                 |
| Рабочий объём                    | 1598 см3                                | 1597 см3                                | 1598 см3 [ 2143 см3 ]                                                            | 1597 см3                                 | 1950 см3                                 | 2143 см3                                 | 2143 см3                                      | 2143 см3                                      | 1950 см3                                 | 1950 см3                                 | 2143 см3                                      | 2143 см3                                      | 1950 см3                            | 1950 см3                            | 2143 см3                                                |
| Мощность                         | 85 кВт (116 л. с.) при 3000-4600 об/мин | 90 кВт (122 л. с.) при 3200-4600 об/мин | 100 кВт (136 л. с.) при 3800 об/мин [ 100 кВт (136 л. с.) при 2800-4600 об/мин ] | 118 кВт (160 л. с.) при 3200-4800 об/мин | 110 кВт (150 л. с.) при 3200-4800 об/мин | 120 кВт (163 л. с.) при 3000-4200 об/мин | 125 кВт (170 л. с.) при 3000-4200 об/мин      | 125 кВт (170 л. с.) при 3000-4200 об/мин      | 143 кВт (194 л. с.) при 3000-4200 об/мин | 143 кВт (194 л. с.) при 3000-4200 об/мин | 150 кВт (204 л. с.) при 3800 об/мин           | 150 кВт (204 л. с.) при 3800 об/мин           | 180 кВт (245 л. с.) при 4200 об/мин | 180 кВт (245 л. с.) при 4200 об/мин | 150 кВт + 20 кВт (204 л. с. + 27 л. с.) при 3800 об/мин |
| Крутящий момент                  | 280 Н·м при 1500—2800 об/мин            | 300 Н·м при 1400—2800 об/мин            | 300 Н·м при 1500-3000 об/мин [ 350 Н·м при 1200—2700 об/мин ]                    | 360 Н·м при 1600—2600 об/мин             | 360 Н·м при 1400—2800 об/мин             | 400 Н·м при 1400—2800 об/мин             | 400 Н·м при 1400—2800 об/мин                  | 400 Н·м при 1400—2800 об/мин                  | 400 Н·м при 1600—2800 об/мин             | 400 Н·м при 1600—2800 об/мин             | 500 Н·м при 1600—1800 об/мин                  | 500 Н·м при 1600—1800 об/мин                  | 500 Н·м при 1600—2400 об/мин        | 500 Н·м при 1600—2400 об/мин        | 500 Н·м + 250 Н·м bei 1600—1800 об/мин                  |
| Ходовая часть                    |                                         |                                         |                                                                                  |                                          |                                          |                                          |                                               |                                               |                                          |                                          |                                               |                                               |                                     |                                     |                                                         |
| Подвеска                         | задний привод                           | задний привод                           | задний привод                                                                    | задний привод                            | задний привод                            | задний привод                            | задний привод                                 | полный привод                                 | задний привод                            | полный привод                            | задний привод                                 | полный привод                                 | задний привод                       | полный привод                       | задний привод                                           |
| Трансмиссия                      | 6-ступенчатая механическая              | 6-ступенчатая механическая              | 6-ступенчатая механическая                                                       | 6-ступенчатая механическая               | 9G-Tronic                                | 7G-Tronic Plus                           | 6-ступенчатая механическая                    | 7G-Tronic Plus (до середины 2016) / 9G-Tronic | 9G-Tronic                                | 9G-Tronic                                | 7G-Tronic Plus (до середины 2016) / 9G-Tronic | 7G-Tronic Plus (до середины 2016) / 9G-Tronic | 9G-Tronic                           | 9G-Tronic                           | 7G-Tronic Plus                                          |
| Трансмиссия, опционально         | 7G-Tronic Plus                          | 9G-Tronic                               | 7G-Tronic Plus (до начала 2017) / 9G-Tronic                                      | —                                        | —                                        | —                                        | 7G-Tronic Plus (до середины 2016) / 9G-Tronic | —                                             | —                                        | —                                        | —                                             | —                                             | —                                   | —                                   | —                                                       |
| Данные                           |                                         |                                         |                                                                                  |                                          |                                          |                                          |                                               |                                               |                                          |                                          |                                               |                                               |                                     |                                     |                                                         |
| Максимальная скорость            |                                         |                                         |                                                                                  |                                          |                                          |                                          |                                               |                                               |                                          |                                          |                                               |                                               |                                     |                                     |                                                         |
| Седан                            | 205 км/ч [ 204 км/ч ]                   | 207 км/ч [ 207 км/ч ]                   | 218 км/ч [ 210 км/ч ]                                                            | 226 км/ч                                 | 222 км/ч                                 | 233 км/ч                                 | 234 км/ч [ 233 км/ч ]                         | 228 км/ч                                      | 240 км/ч                                 | 233 км/ч                                 | 247 км/ч                                      | 240 км/ч                                      | 250 км/ч                            | 250 км/ч                            | 244 км/ч                                                |
| Универсал (T-Modell)             | 201 км/ч [ 200 км/ч ]                   | 201 км/ч [ 201 км/ч ]                   | 214 км/ч [ 210 км/ч ]                                                            | 220 км/ч                                 | 216 км/ч                                 | —                                        | 230 км/ч [ 229 км/ч ]                         | 223 км/ч                                      | 233 км/ч                                 | 228 км/ч                                 | 241 км/ч                                      | 235 км/ч                                      | 250 км/ч                            | 250 км/ч                            | 238 км/ч                                                |
| Купе                             | —                                       | —                                       | —                                                                                | —                                        | —                                        | —                                        | 234 км/ч                                      | 230 км/ч                                      | 240 км/ч                                 | —                                        | 247 км/ч                                      | 240 км/ч                                      | 250 км/ч                            | 250 км/ч                            | —                                                       |
| Кабриолет                        | —                                       | —                                       | —                                                                                | —                                        | —                                        | —                                        | 231 км/ч                                      | 225 км/ч                                      | 233 км/ч                                 | —                                        | —                                             | 250 км/ч                                      | 243 км/ч                            | —                                   | —                                                       |
| Скорость разгона, , 0-100 км/ч   |                                         |                                         |                                                                                  |                                          |                                          |                                          |                                               |                                               |                                          |                                          |                                               |                                               |                                     |                                     |                                                         |
| Седан                            | 11,1 c [ 11,6 c ]                       | 10,0 с [ 9,4 c ]                        | 9,7 c [ 10,2 c ]                                                                 | 8,5 с                                    | 8,1 с                                    | 7,4 с                                    | 7,7 c [ 7,4 c ]                               | 7,7 с                                         | 6,9 с                                    | 6,9 с                                    | 6,6 с                                         | 6,9 с                                         | 5,9 с                               | 5,7 с                               | 6,4 с                                                   |
| Универсал (T-Modell)             | 11,5 c [ 12,0 c ]                       | 10,2 с [ 9,6 c ]                        | 10,1 c [ 10,6 c ]                                                                | 8,7 с                                    | 8,4 с                                    | —                                        | 7,9 c [ 7,6 c ]                               | 7,9 с                                         | 7,0 с                                    | 7,4 с                                    | 6,9 с                                         | 7,2 с                                         | 6,0 с                               | 6,0 с                               | 6,7 с                                                   |
| Купе                             | —                                       | —                                       | —                                                                                | —                                        | —                                        | —                                        | 7,8 c [ 7,5 c ]                               | 7,6 с                                         | 7,0 с                                    | —                                        | 6,7 с                                         | 6,9 с                                         | 6,0 с                               | 6,0 с                               | —                                                       |
| Кабриолет                        | —                                       | —                                       | —                                                                                | —                                        | —                                        | —                                        | 8,3 с                                         | 8,1 с                                         | 7,5 с                                    | —                                        | —                                             | 7,2 с                                         | 6,3 с                               | —                                   | —                                                       |
| Средний расход топлива на 100 км |                                         |                                         |                                                                                  |                                          |                                          |                                          |                                               |                                               |                                          |                                          |                                               |                                               |                                     |                                     |                                                         |
| Седан                            | 3,8-4,2 л Diesel [ 4,2-4,5 л Diesel ]   | 4,2-4,5 л Diesel [ 4,2-4,6 л Diesel ]   | 3,9-4,2 л Diesel [ 4,3-4,6 л Diesel ]                                            | 4,1-4,5 л Diesel                         | 4,4-4,8 л Diesel                         | 4,0-4,4 л Diesel                         | 4,0-4,2 л Diesel [ 4,3-4,5 л Diesel ]         | 4,8-5,0 л Diesel                              | 4,4-4,8 л Diesel                         | 4,9-5,5 л Diesel                         | 4,3-4,5 л Diesel                              | 4,8-5,0 л Diesel                              | 4,9-5,4 л Diesel                    | 5,3-5,7 л Diesel                    | 3,6-4,0 л Diesel                                        |
| Универсал (T-Modell)             | 4,3-4,6 л Diesel [ 4,3-4,6 л Diesel ]   | 4,2-4,6 л Diesel [ 4,3-4,7 л Diesel ]   | 4,3-4,6 л Diesel [ 4,4-4,8 л Diesel ]                                            | 4,2-4,6 л Diesel                         | 4,7-5,0 л Diesel                         | —                                        | 4,3-4,5 л Diesel [ 4,4-4,7 л Diesel ]         | 5,0-5,2 л Diesel                              | 4,7-5,0 л Diesel                         | 5,0-5,3 л Diesel                         | 4,5-4,8 л Diesel                              | 5,0-5,2 л Diesel                              | 5,0-5,6 л Diesel                    | 5,3-5,8 л Diesel                    | 3,8-4,2 л Diesel                                        |
| Купе                             | —                                       | —                                       | —                                                                                | —                                        | —                                        | —                                        | 4,1-4,4 л Diesel [ 4,1-4,3 л Diesel ]         | 4,6-5,0 л Diesel                              | 4,6-4,9 л Diesel                         | —                                        | 4,2-4,4 л Diesel                              | 4,6-5,0 л Diesel                              | 4,9-5,4 л Diesel                    | 5,2-5,7 л Diesel                    | —                                                       |
| Кабриолет                        | —                                       | —                                       | —                                                                                | —                                        | —                                        | —                                        | 4,5 л Diesel                                  | 5,0 л Diesel                                  | 4,8-5,1 л Diesel                         | —                                        | —                                             | 4,6 л Diesel                                  | 5,2-5,7 л Diesel                    | —                                   | —                                                       |
| CO2-Emission (kombiniert)        |                                         |                                         |                                                                                  |                                          |                                          |                                          |                                               |                                               |                                          |                                          |                                               |                                               |                                     |                                     |                                                         |
| Седан                            | 99-109 г/км [ 109—117 г/км ]            | 110-119 г/км [ 112—122 г/км ]           | 99-110 г/км [ 109—121 г/км ]                                                     | 108-118 г/км                             | 117-126 г/км                             | 106-115 г/км                             | 103-109 г/км [ 109—117 г/км ]                 | 127-134 г/км                                  | 117-126 г/км                             | 131-144 г/км                             | 109-117 г/км                                  | 129-134 г/км                                  | 130-142 г/км                        | 139-151 г/км                        | 94-104 г/км                                             |
| Универсал (T-Modell)             | 109-118 г/км [ 114—121 г/км ]           | 112-122 г/км [114-124 г/км]             | 109-120 г/км [ 114—122 г/км ]                                                    | 111-121 г/км                             | 123-132 г/км                             | —                                        | 108-115 г/км [ 114—121 г/км ]                 | 129-137 г/км                                  | 123-133 г/км                             | 132-139 г/км                             | 117-124 г/км                                  | 131-137 г/км                                  | 133-147 г/км                        | 141-153 г/км                        | 99-108 г/км                                             |
| Купе                             | —                                       | —                                       | —                                                                                | —                                        | —                                        | —                                        | 106-116 г/км [ 106—113 г/км ]                 | 122-132 г/км                                  | 121-130 г/км                             | —                                        | 109-116 г/км                                  | 122-132 г/км                                  | 129-143 г/км                        | 137-150 г/км                        | —                                                       |
| Кабриолет                        | —                                       | —                                       | —                                                                                | —                                        | —                                        | —                                        | 116 г/км                                      | 130 г/км                                      | 126-136 г/км                             | —                                        | —                                             | 121 г/км                                      | 138-151 г/км                        | —                                   | —                                                       |
| Экологический стандарт           | Евро 6                                  | Евро 6d-TEMP                            | Евро 6                                                                           | Евро 6d-TEMP                             | Евро 6d-TEMP                             | Евро 6                                   | Евро 6                                        | Евро 6                                        | Евро 6d-TEMP                             | Евро 6d-TEMP                             | Евро 6                                        | Евро 6                                        | Евро 6d-TEMP                        | Евро 6d-TEMP                        | Евро 6                                                  |

1. 1 2 3 4 5 6  До апреля 2016 года выпускались как «C 180 BlueTEC», «C 200 BlueTEC», «C 220 BlueTEC BlueEFICIENCY Edition», «C 220 BlueTEC», «C 250 BlueTEC», «C 250 BlueTEC 4MATIC» и «C 300 BlueTEC HYBRID».

### Шасси
Подвеска на новом C-классе полностью разработана с нуля. Передняя ось 4-рычажная и играет важную роль в гибких характеристиках управляемости. Передняя подвеска — независимая, на двойных поперечных рычагах, пружинная, полностью отделена от амортизационной стойки. Благоприятная кинематика оси создаёт лучшее сцепление и высокую боковую устойчивость. Задняя подвеска — независимая, многорычажная, пружинная. В результате, подвеска чутко реагирует на движения руля и позволяет придерживаться спортивного, подвижного стиля вождения.
В стандартной комплектации новый седан C-класса оснащается стальной подвеской. Три варианта подвески с функцией DIRECT CONTROL и избирательной системой демпфирования доступны в дополнение к стандартной:
- комфортная;
- удобная Avantgarde с более спортивным характером;
- спортивная, заниженная на 15 миллиметров.

Автомобили W205 оснащаются на выбор новой 6-ступенчатой механической коробкой передач для 4-цилиндровых двигателей или 7-ступенчатой АКПП 7G-Tronic Plus (с возможностью ручного переключения). Постоянный полный привод 4MATIC также доступен для нового C-класса, улучшая сцепление и стабильность вождения. W205 является первым автомобилем в своем сегменте, который по заказу может быть оснащён новой пневматической подвеской AIRMATIC на передней и задней осях с режимами Comfort, ECO, Sport или Sport Plus. Смена режимов происходит при помощи переключателя AGILITY SELECT. Подвеска оснащается функцией автоматического нивелирования для снижения дорожного просвета автомобиля во время скоростной езды с целью уменьшения расхода топлива и улучшения аэродинамики автомобиля. Дополнительная опция «Individual» позволяет водителю настраивать транспортное средство в соответствии с собственными пожеланиями.
Автомобиль W205 поставляется с электрическим стояночным тормозом в составе стандартной комплектации. Он срабатывает автоматически, когда водитель заканчивает парковку.
Диаметр разворота автомобиля составляет 11,2 метра. Рулевое управление — электроусилитель руля. Тормоза дисковые, вентилируемые.

### Безопасность
Новый C-класс включает в себя почти все новые системы помощи водителю с расширенными функциями, которые были представлены в S- и E-классах. Пакет систем безопасности компании Mercedes-Benz именуется как Intelligent Drive.
В базовом исполнении W205 имеет следующие системы безопасности: антиблокировочную систему, круиз-контроль DISTRONIC PLUS, контроль слепых зон, контроль степени усталости (ATTENTION ASSIST), система превентивного экстренного торможения (Brake Assist), технология облегчённой парковки и предупреждения столкновений. Дополнительно доступны камера заднего вида, система превентивной безопасности PRE-SAFE, которая включает дополнительные подушки безопасности, реверсивные преднатяжители ремней безопасности, а также систему, автоматически закрывающую передние окна при угрозе аварии Система Collision Prevention Assist Plus защищает водителя от аварий — если опасность столкновения сохраняется, а водитель никак не реагирует на дорожную обстановку, система осуществляет автономную остановку на скорости до 200 км/ч. Кроме того, она останавливает транспортное средство перед стоящим перед ним автомобилем на скорости до 50 км/ч и предотвращает наезд на скорости до 40 км/ч. Обновлённая система Active Lane Keeping Assist сканирует дорожную разметку и автоматически помогает водителю оставаться в пределах своей полосы движения.
Кроме того, в пакет безопасности автомобиля W205 входят такие технологии, как:
- активный парктроник;
- 360° камера, которая способна отобразить автомобиль с любой стороны и даже с высоты птичьего полёта;
- Traffic Sign Assist с предупреждением о неверном направлении движения, нарушении скоростного режима или движении перед знаком, запрещающим проезд;
- Adaptive Highbeam Assist Plus, динамически изменяющий направление дальнего света с целью избежать ослепления водителей на встречных полосах движения.

В дополнение к 3-точечным ремням безопасности с пиротехническим натяжением ремня и ограничением усилия натяжения для водителя, передний и задние пассажиры также оснащаются многочисленными подушками безопасности (всего 9 штук). Помимо стандартных они включают подушки для защиты тазобедренной части тела, коленей, а также боковые и оконные аирбаги. Сиденье переднего пассажира может быть дополнительно оснащено автоматическим детским сиденьем (в этом случае подушка безопасности автоматически отключается).

#### Рейтинг EuroNCAP
Весной 2014 года автомобиль прошёл тест Euro NCAP:
| Euro NCAP                                                                  | Euro NCAP | Euro NCAP | Euro NCAP             |
| -------------------------------------------------------------------------- | --------- | --------- | --------------------- |
| · общий рейтинг                                                            |           |           |                       |
| 92%                                                                        | 84%       | 77%       | 70%                   |
| взрослый пассажир                                                          | ребёнок   | пешеход   | активная безопасность |
| Протестированная модель: Mercedes-Benz C-Class C220 Avantgarde, LHD (2014) |           |           |                       |

#### Рейтинг IIHS
В 2014 году Страховой институт дорожной безопасности США провёл собственные краш-тесты автомобиля Mercedes-Benz W205. Результаты выглядят следующим образом:
| IIHS                                                  | IIHS |
| ----------------------------------------------------- | ---- |
| Фронтальный удар с 25%-м перекрытием                  | G    |
| Фронтальный удар с 40%-м перекрытием                  | G    |
| Боковой удар                                          | G    |
| Прочность крыши                                       | G    |
| Подголовники и сиденья                                | G    |
| Протестированная модель: Mercedes-Benz C-Class (2014) |      |

#### Рейтинг NHTSA
В 2015 году Национальное управление безопасностью движения на трассах США провело испытания безопасности автомобиля Mercedes-Benz W205. Результаты краш-тестов выглядят следующим образом::
| Водитель (мужчина)                                     | 5 из 5 звёзд · 5 из 5 звёзд · 5 из 5 звёзд · 5 из 5 звёзд · 5 из 5 звёзд |
| Передний пассажир (женщина)                            | 5 из 5 звёзд · 5 из 5 звёзд · 5 из 5 звёзд · 5 из 5 звёзд · 5 из 5 звёзд |
| Водитель при боковом столкновении (мужчина)            | 5 из 5 звёзд · 5 из 5 звёзд · 5 из 5 звёзд · 5 из 5 звёзд · 5 из 5 звёзд |
| Передний пассажир при боковом столкновении (женщина)   | 4 из 5 звёзд · 4 из 5 звёзд · 4 из 5 звёзд · 4 из 5 звёзд · 4 из 5 звёзд |
| Водитель при боковом столкновении со столбом (женщина) | 5 из 5 звёзд · 5 из 5 звёзд · 5 из 5 звёзд · 5 из 5 звёзд · 5 из 5 звёзд |
| Защита от опрокидывания                                | 4 из 5 звёзд · 4 из 5 звёзд · 4 из 5 звёзд · 4 из 5 звёзд · 4 из 5 звёзд |

### Электрооборудование

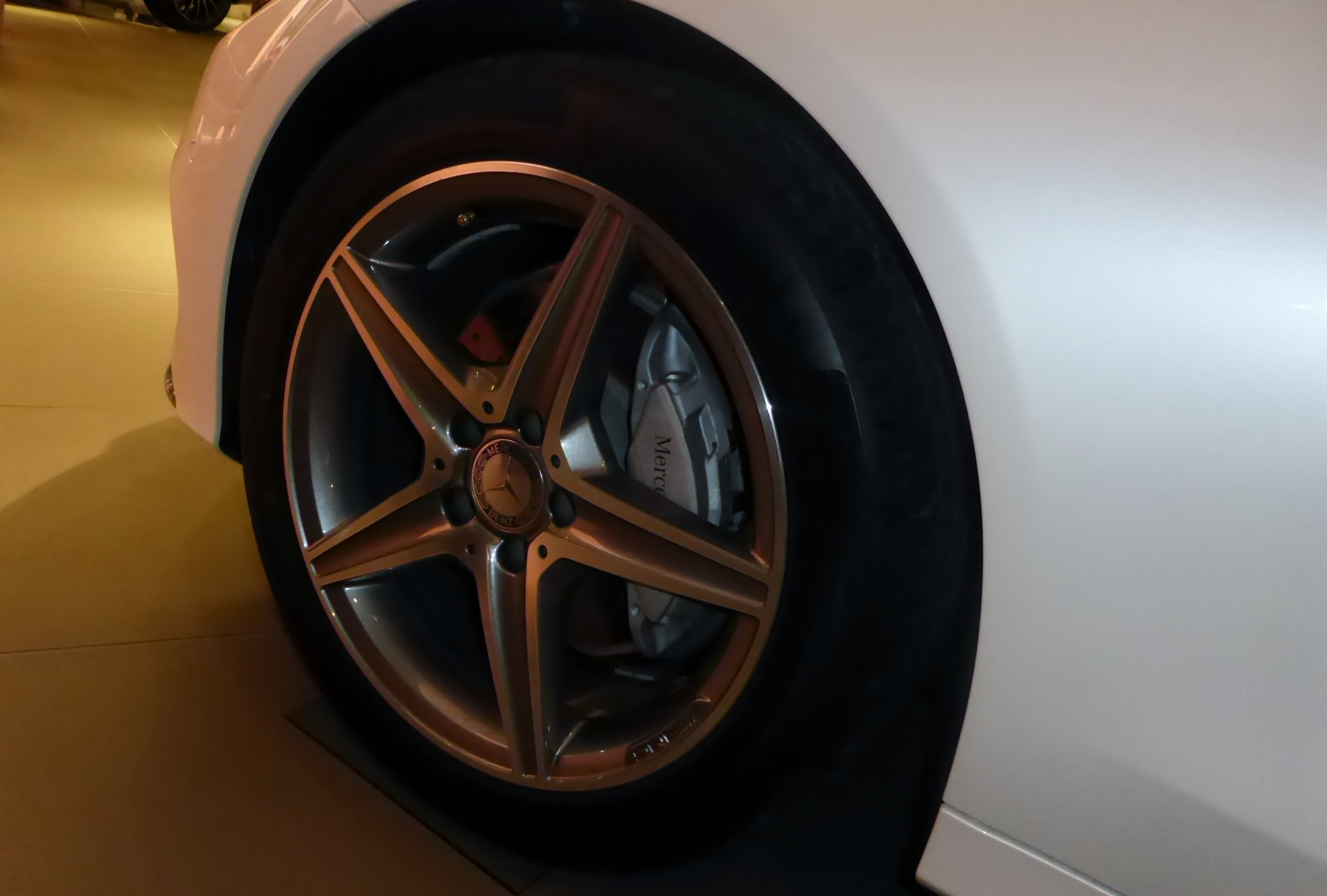
Колёсные диски W205 C180 Avantgarde

- Подвеска AIRMATIC с системой Adaptive Damping System Plus (опционально).
- 9 подушек безопасности (стандарт).
- ESP с Dynamic Cornering Assist.
- Система Traffic Sign Assist с функцией Speed Limit Assist.
- Система COLLISION PREVENTION ASSIST PLUS (стандарт).
- ATTENTION ASSIST (стандарт), ADAPTIVE BRAKE (стандарт).
- Круиз-контроль DISTRONIC PLUS с функцией Steering Assist.
- Тормозной ассистент Brake Assist system PLUS с функцией Cross-Traffic Assist.
- Аварийно-защитные подголовники NECK-PRO.
- Системы PRE-SAFE, PRE-SAFE Brake, Pre-Safe с обнаружением пешеходов и функцией City Brake.
- Активный капот.
- Система Active Lane Keeping Assist.
- Светодиодные фары с функцией Intelligent Light System и Adaptive Highbeam Assist PLUS.
- Head-up дисплей, система мультимедиа COMAND Online с тачпадом.
- Системы Active Parking Assist, Active Blind Spot Assist.
- Камера заднего вида.
- Электронный стояночный тормоз.

## Модификации

### Купе
Купе Mercedes-Benz C205
Вариант в кузове спорт-купе нового C-класса на платформе W205 (внутренний индекс C205) дебютировал на Франкфуртском автосалоне в 2015 году. Он наследует все технологические решения своего предшественника в кузове седан, но дизайн заимствует у купе S-класса 2014 года.
Основные элементы внешнего дизайна включают в себя уникальную форму фар, бескаркасные двери, решётку с ромбовидными вставками, выступающие передние колёсные арки, высоко расположенную крышку багажника, горизонтальные задние фонари, трапециевидные выхлопные трубы, интегрированные в нижней части заднего бампера, 17-дюймовые легкосплавные диски и другие элементы. Шасси автомобиля занижено на 15 мм. Стандартно для последних моделей Mercedes-AMG присутствует функция DYNAMIC SELECT с режимами «Comfort», «ECO», «Sport», «Sport+» и «Individual». Очень жёсткий кузов обладает выдающимися шумоизоляционными характеристиками NVH. Автомобиль в зависимости от двигателя оснащается 6-ступенчатой механической коробкой передач, 7-ступенчатой АКПП 7G-Tronic Plus или новой 9-ступенчатой 9G-Tronic (C250 d).
Визитной карточкой варианта купе является интерьер из высококачественных материалов с высокоуровневыми спортивными сидениями и комфортным управлением с сенсорной панели. В лобовое стекло встроен head-up дисплей. Новая концепция освещения использует высокотехнологичные осветительные приборы и естественный свет. Идеальное звучание аудиоданных достигается благодаря Frontbass и новой акустической системе.
Автомобиль W205 Coupé доступен с обширной линейкой оптимизированных 4-цилиндровых бензиновых и дизельных двигателей и является единственным в сегменте, на который опционально может быть установлена пневматическая подвеска AIRMATIC. Стандартом модели стала мультимедийная система с поддержкой Bluetooth. Такие системы безопасности, как Adaptive Brake Assist, Collision Prevention Assist и иные также интегрированы в автомобиль. Автономный круиз-контроль Distronic Plus позволяет автомобилю двигаться в рамках собственной полосы без участия водителя на скорости до 200 км/ч.
Заказ нового купе доступен с октября 2015 года с доставкой в декабре того же года. Стартовая цена в Европе составляет €35 581.

### Кабриолет

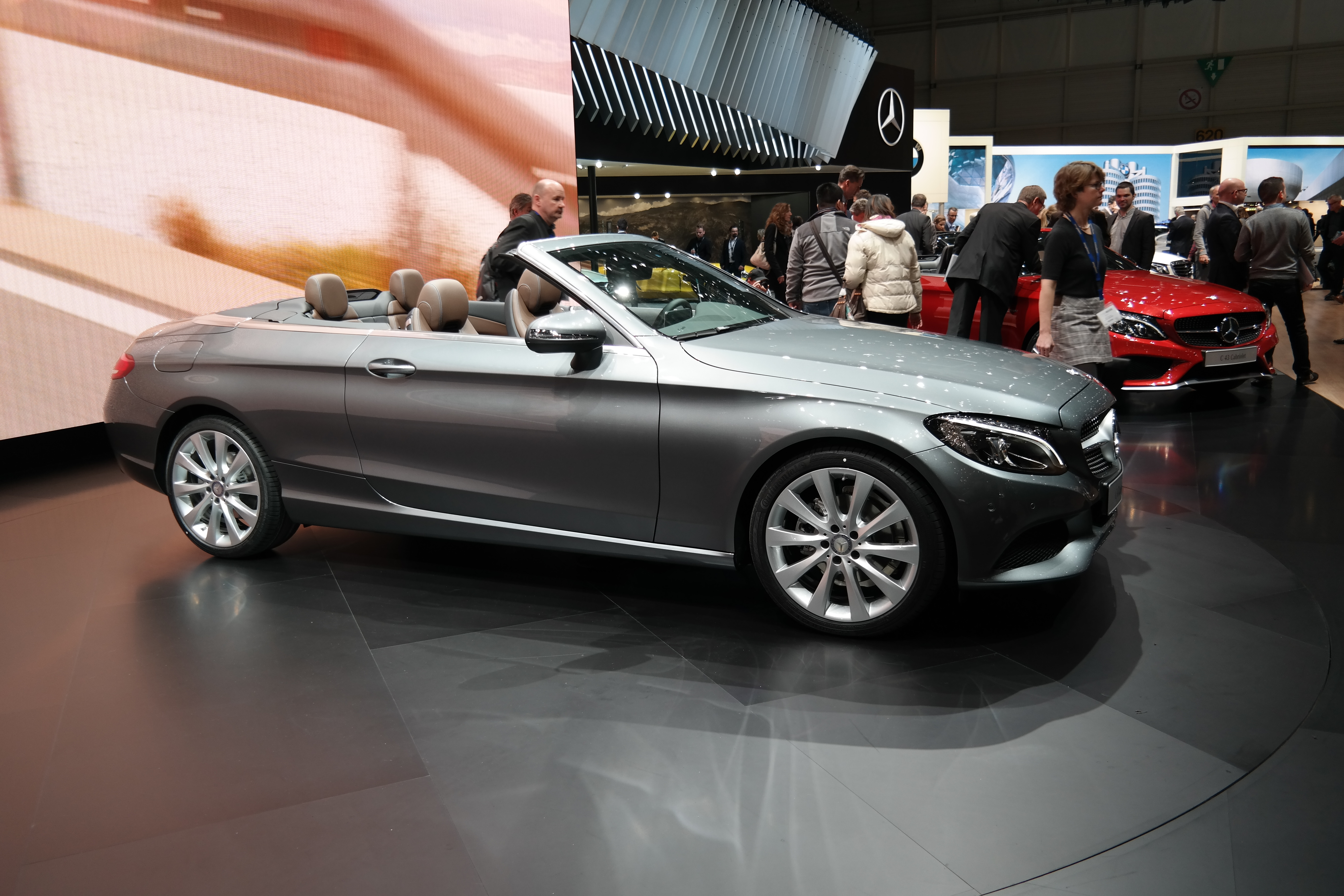
Кабриолет Mercedes-Benz A205

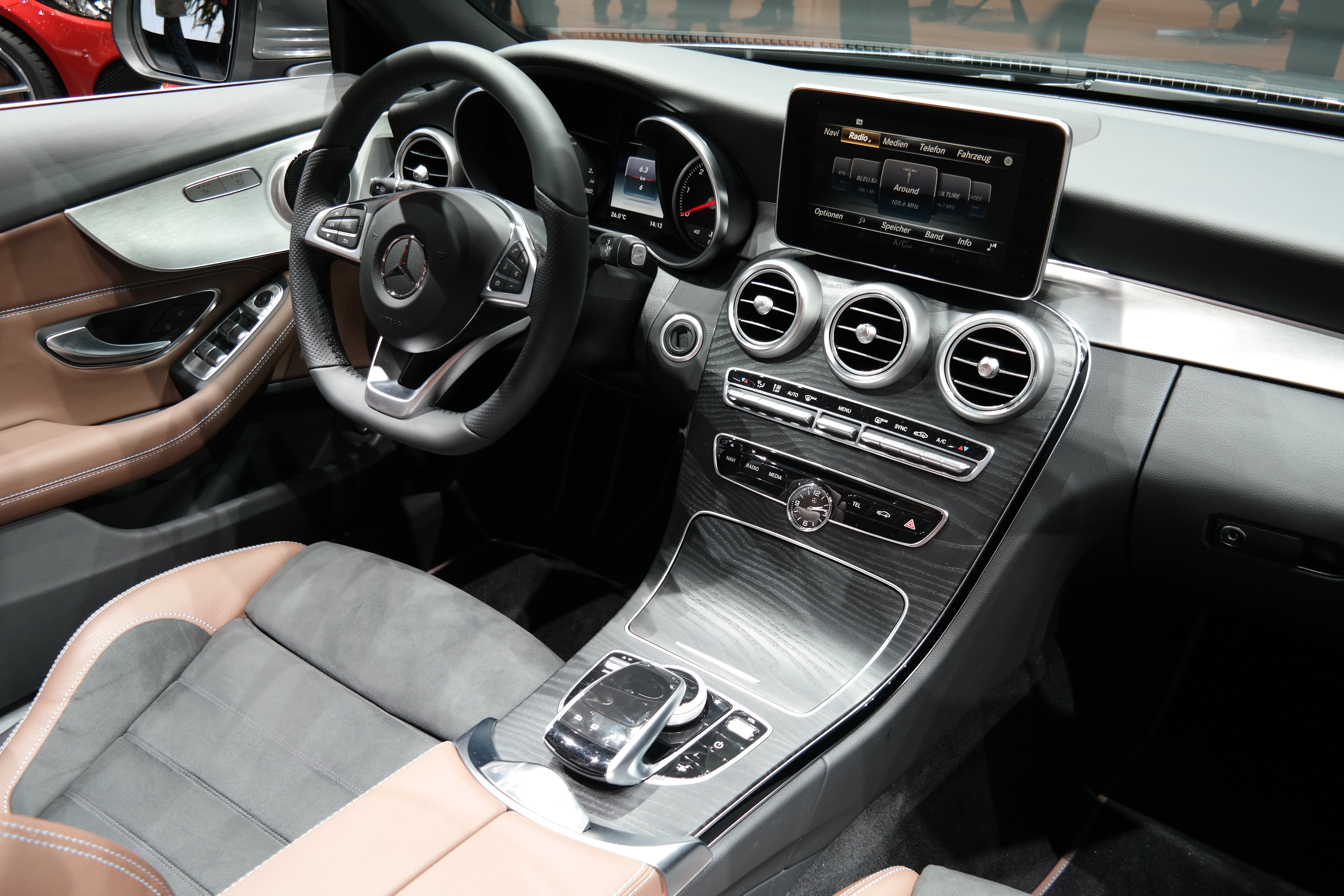
Интерьер кабриолета

На специальном мероприятии накануне открытия Женевского автосалона компания Mercedes-Benz представила версию Mercedes-Benz W205 в кузове кабриолет (внутренний индекс A205). Модель получила мягкую крышу, которая может открываться и закрываться за 20 секунд на скорости до 50 километров в час. Сложенный верх располагается в специальном отсеке багажника и уменьшает его объём с 360 до 285 литров. Кабриолет в базовой комплектации оснащается крышей чёрного цвета. В качестве опции мягкий верх предлагается из многослойного материала, который улучшает шумоизоляцию по сравнению со стандартной версий, в тёмно-коричневом, тёмно-синем, тёмно-красном и чёрном цветах. В общей сложности новинка имеет 13 вариантов обшивки салона, три варианта оформления внутренней поверхности крыши, а также возможность отделки интерьера карбоном, деревом, алюминием или стекловолокном. Кроме того, задние кресла кабриолета могут складываться в пропорции 50/50.
Как и родстер Mercedes-Benz SL-класса новый автомобиль оснащается системами AirCap и AirScarf. Первая из них представляет собой специальный поднимающийся при помощи электропривода козырёк на ветровом стекле и позволяет уменьшить шум в салоне при опущенной крыше. Вторая подразумевает встроенные в подголовники воздуховоды, которые обдувают тёплым воздухом шеи водителя и переднего пассажира. По сравнению с седаном дорожный просвет кабриолета уменьшен на 15 миллиметров. В список оснащения модели входит пневматическая подвеска с электронно-управляемыми амортизаторами и пятью режимами работы, светодиодные фары, аудиосистема Burmester, круговой видеообзор, адаптивный круиз-контроль с системой предотвращения фронтальных столкновений и спорт-пакет AMG Line c 18-дюймовыми колёсными дисками.
Для кабриолета доступно восемь вариантов силовых агрегатов, каждый из которых может работать в паре с девятиступенчатой автоматической коробкой передач 9G-Tronic. Бензиновая линейка двигателей начинается с модификации С180 (8,9 секунды до 100 км/ч) и заканчивается версией Mercedes-AMG C43 4MATIC с полным приводом и 367-сильным 3-литровым V6 (4,8 секунды до 100 км/ч). Среди дизельных агрегатов выделяются две 2,2-литровые модификации мощностью 170 и 204 лошадиные силы соответственно. Высокопроизводительная версия C63 с четырёхлитровым твин-турбо V8 двигателем мощностью 510 л. с. будет представлена позже.

## AMG модификации

### C63/C63 S (2015—)

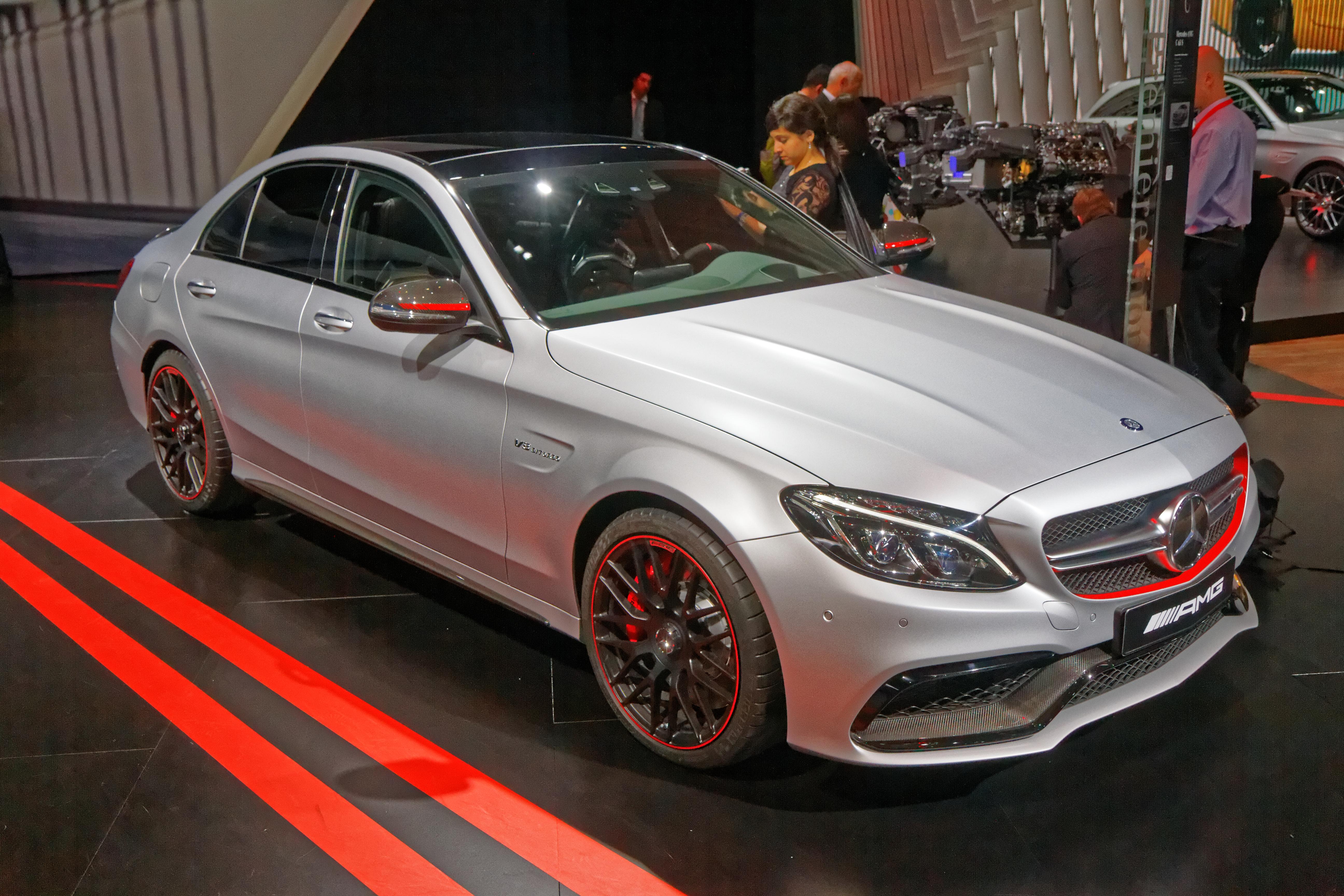
Mercedes-AMG C63 S на автовыставке в Париже, 2014

Мировая премьера автомобилей C63/C63 S AMG совместно с Mercedes-AMG GT состоялась 2 октября 2014 года на автовыставке в Париже. На C63 установлен такой же 4-литровый V8 битурбированный двигатель как и на спорткаре Mercedes-AMG GT. Он развивает мощность в 350 кВт (476 л. с.) и 650 Н·м крутящего момента. Более мощный C63 S AMG имеет 375 кВт (510 л. с.) и 700 Н·м. По заявлению представителей компании, переход на новые двигатели позволил сократить потребление топлива на 32 % (8,2 литра на 100 километров — NEDC) по сравнению с предшествующей моделью, однако по сообщению Transport & Environment (T&E) реальные цифры наоборот на 50 % больше. Скорость разгона от 0 до 100 км/ч составляет 4,1 секунды для C63 и 4,0 для C63 S. Ограничение по скорости установлено на отметке в 250 км/ч для C63 и 300 км/ч для C63 S. Выбросы вредных загрязняющих веществ составляют 192 г/км.
Обширный набор стандартного оборудования включает в себя спортивную подвеску AMG RIDE CONTROL с электронной регулировкой амортизаторов, механически блокируемым задним дифференциалом и программами привода AMG DYNAMIC SELECT.
Автомобили по-прежнему оснащаются 7-ступенчатой автоматической коробкой передач AMG SPEEDSHIFT MCT, которая передает мощность на задние колёса, а также 3-этапными адаптивными амортизаторами, специфическими для моделей AMG, вместе с чувствительным к скорости рулевым управлением. АКПП поддерживает 4-е режима работы: «Controlled Efficiency», «Sport», «Sport+» и «Race». Высокопроизводительные тормоза также являются частью пакета вместе с 390 миллиметровыми передними и 360 мм задними дисками. На колёсах установлены классические красные суппорта с логотипом AMG. И C63 и C63 S доступны в вариантах кузова седан и универсал.
Интерьер автомобиля выполнен из высококачественных, приятных на ощупь материалов. Приборная панель отделана чёрной искусственной кожей ARTICO и алюминием. Возле тачпада располагается переключатель AMG DYNAMIC SELECT. Рядом присутствуют кнопки управления RIDE CONTROL, ESP и дополнительный переключатель для выхлопной системы. Рулевое колесо трёхспицевое, спортивного вида с подрулевыми переключателями передач. На заказ доступно большое число дополнительных опций.
Первые поставки состоялись в феврале (седан) и апреле (универсал) 2015 года для европейского рынка, а чуть позже и в США.

#### Edition 1

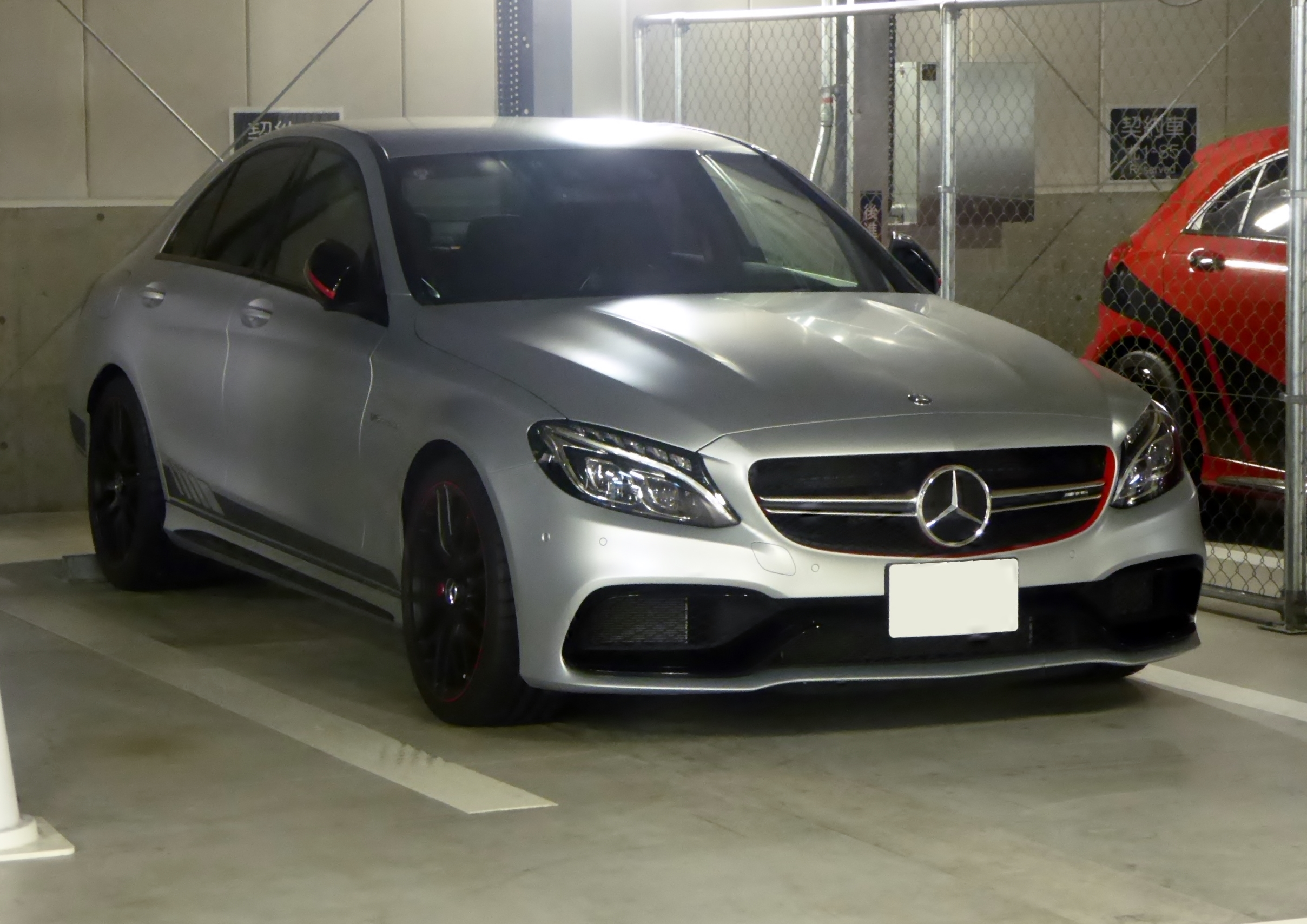
C63 S AMG Edition 1 (W205)

Эксклюзивный вариант C63/C63 S AMG Edition 1 также доступен для покупки с 2015 года. Отличие его состоит в новом дизайне и комплектации автомобиля. На выбор клиента предлагается 6 различных вариантов окраски кузова: полярный белый, палладий-серебристый металлик, иридий-серебристый металлик, бриллиант-белый, чёрный-обсидиан металлик и иридий-серебро-магний AMG. Автомобиль обладает рядом существенных отличий:
- кованые 8,5 x 19 и 9,5 x 19 мультиспицевые диски, окрашенные в чёрный матовый цвет с красным ободом; шины 245/35 R19 (передние) и 265/35 R19 (задние);
- «ночной» пакет: глянцево-чёрные боковые зеркала, пороги со вставками, оконные рамы; хромированная решётка радиатора с двойными плавниками, теплоизоляционные тонированные стёкла;
- чёрные хромированные выхлопные трубы;
- матово-графитовые полосы;
- ремни безопасности красного цвета Designo;
- рулевое колеса из микрофибры DINAMICA и красными контрастными швами, надписью «Edition 1» и серебристыми подрулевыми переключателями из алюминия;
- чёрные коврики для ног с логотипом AMG.

### C63/C63 S Coupé

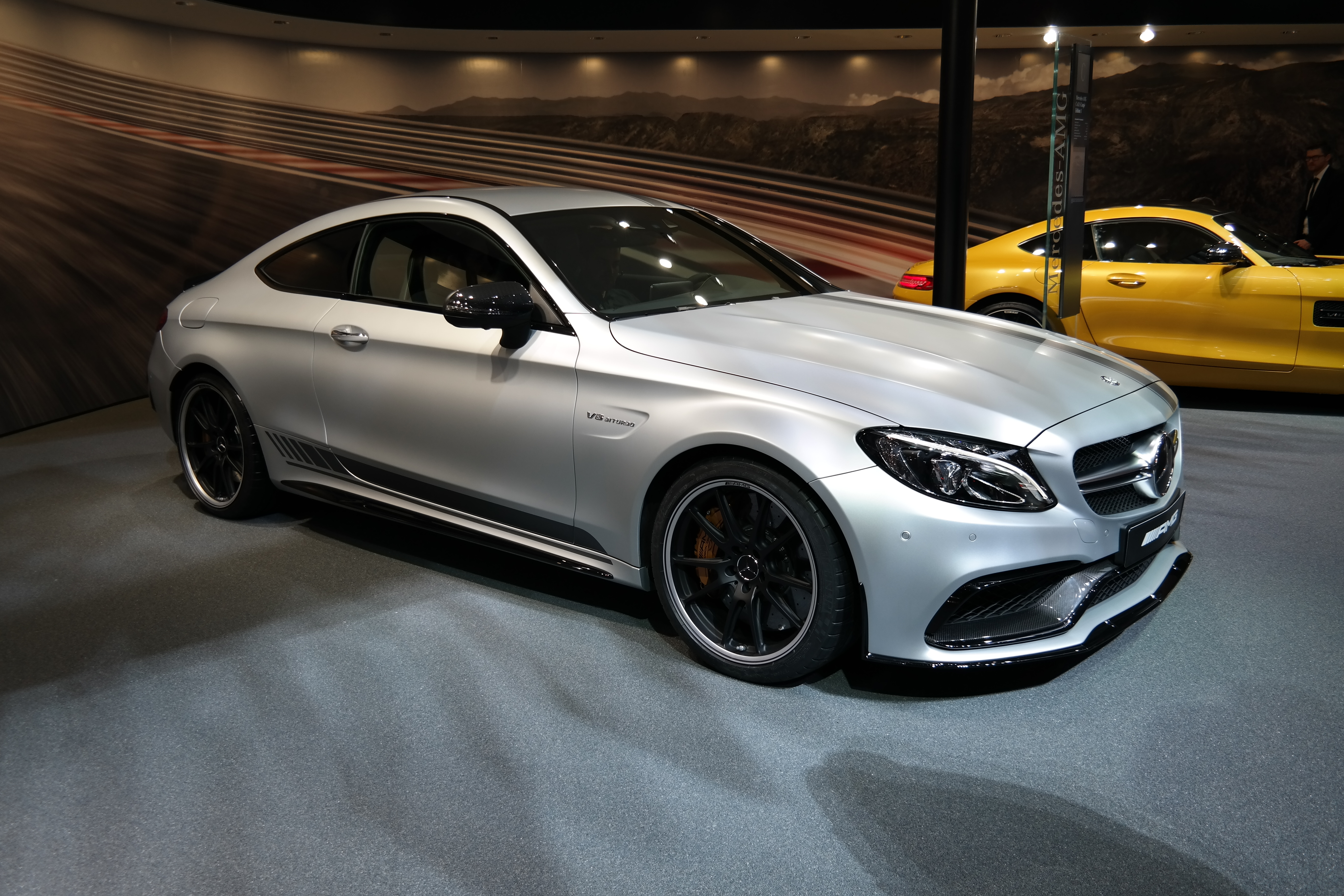
Mercedes-Benz C63 Coupé

На Франкфуртском автосалоне 2015 года был также представлен AMG вариант W205 в кузове купе. Автомобиль обладает рядом отличительных элементов дизайна, чтобы не походить на своего собрата. Наиболее очевидными из них являются агрессивный передний бампер с большими воздухозаборниками, призванными подавать больше воздуха на 4.0-литровый V8 двигатель с двойным турбонаддувом, а также уникальная решётка радиатора и по-особенному оформленный капот. Электронная начинка автомобиля соответствует варианту в кузове седан.
Передняя и задняя колеи автомобиля были увеличены. Колёсные арки спереди увеличили на 64 миллиметра, сзади — на 66 мм. В таком варианте они позволяют использовать более широкие шины (до 255 миллиметров на передней оси и до 285 мм на задней), способствуя повышению бокового ускорения, тяги и маневренности. Конструкция кузова была усилена в ключевых областях для того, чтобы передавать и компенсировать экстремальные и продольные боковые силы от трансмиссии и подвески. Алюминиевый капот, продлённый на 60 мм, украшен двумя выделяющимися рёбрами, которые являются отличительной особенностью и подчёркивают мощный внешний вид автомобиля. Чрезвычайно широкая передняя часть характеризуется большими воздухозаборниками и точно расположенными завихрителями. Низкая, стреловидная решётка радиатора с надписью AMG визуально занижает центр тяжести автомобиля. Типичный передний спойлер является трёхмерным, выступая в качестве дефлектора воздуха для трёх охлаждающих воздухозаборников. Дополнительные завихрители обеспечивают оптимальный поток воздуха для охлаждения различных модулей. Задняя часть спорт-купе включает в себя диффузор, в который интегрированы хромированные двойные выпускные трубы выхлопной системы. На крышке багажника установлен узкий спойлер в виде острого лезвия.
AMG купе оснащается только задним приводом и 7-ступенчатой автоматической коробкой передач AMG SPEEDSHIFT MCT. Двигатель Mercedes-AMG C63 Coupé генерирует мощность в 350 кВт (476 л. с. при 5500—6250 об/мин) и 650 Н·м крутящего момента. Вес автомобиля составляет 1785 кг. Разгон до 100 км/ч составляет 4,0 секунды при расходе топлива в 8,6—8,9 л на 100 километров (NEDC). Максимальная скорость ограничена на отметке в 250 км/ч. Более мощная C63 S Coupé обладает мощностью в 375 кВт (510 л. с. при 5500—6250 об/мин) и 700 Н·м крутящего момента. Вес автомобиля составляет 1800 кг, расход на 100 км равнозначен C63 Coupé. Разгон до 100 км/ч составляет 3,9 секунды, максимальная скорость ограничена на 250 км/ч. Оба варианта имеют показатель выброса вредных загрязняющих веществ в 200—209 г/км.
Интерьер C63/C63 S Coupé включает в себя высококачественные и приятные на ощупь материалы. Многочисленные AMG элементы управления подчёркивают спортивное наследие модели. В качестве альтернативы стандартным спортивным сиденьям из искусственной кожи или микрофибры доступны сиденья «Performance», позволяющие занимать более низкую позицию.
Автомобиль в стандартной комплектации оснащается 10-спицевыми легкосплавными AMG дисками 9,0 x 18 спереди и 10,5 x 18 сзади. На них устанавливаются шины 255/40 R18 (передние) и 285/35 R18 (задние). Более мощный вариант C63 S Coupé комплектуется спаренными 5-спицевыми 19-дюймовыми дисками.

#### Edition 1

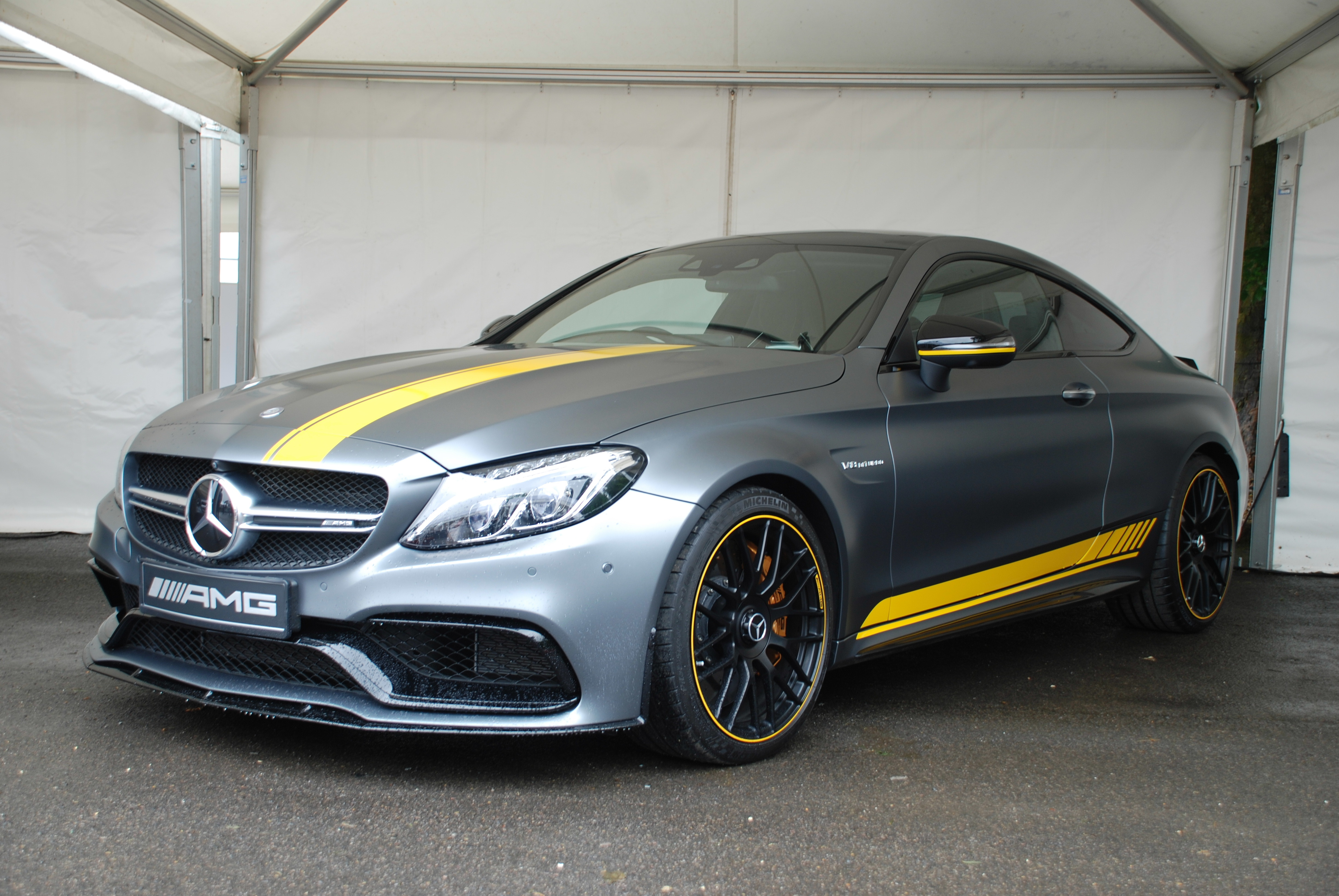
Mercedes-AMG C63 S Edition 1 на фестивале скорости, 2016 год

В дополнение к обычным купе вариантам C63/C63 S Coupé компания Mercedes-Benz выпустила автомобиль серии C63 Coupé Edition 1. Модель, представленная на Франкфуртском международном автосалоне, предлагает 2 варианта внешней отделки. Автомобиль оснащён «Performance» сиденьями, обитыми кожей наппа, и аэродинамическим пакетом, подчёркивающими отношение модели к автоспорту.
Первый вариант отделки представляет собой эксклюзивное сочетание цветов «Designo Magno Selenite Grey» с жёлтым пленочным покрытием и чёрными колёсными дисками с жёлтыми ободами. Автомобиль оснащается керамическими высокопроизводительными тормозами. На колёса установлены матово-чёрные 5-спицевые легкосплавные диски и 9,0J х 19 с 255/35 R19 передние и 10,5J х 20 с 285/30 R20 задние шины. Жёлтые спортивные полосы украшают капот, крышу и крышку багажника, а также боковые линии над порогами.
Второй вариант является более сдержанным. Спортивные полосы окрашены в матовый серый графит, в колёсных арках блестят чёрные матовые кованые 5-спицевые диски. Спортивные шины и керамические высокопроизводительные тормоза доступны в качестве опции для этого варианта оформления.
Для обоих вариантов оформления предусмотрен аэродинамический пакет AMG (англ.  AMG Aerodynamics Package) в глянцево-чёрном цвете, делающий гоночный внешний вид автомобиля ещё более выраженным. В него входят дополнительный большой передний спойлер, особые боковые юбки, обтекаемая кромка заднего бампера и крышки багажника и специально разработанный задний диффузор. Кроме того, для обоих вариантов доступен «ночной» пакет оформления (англ. AMG Night Package) с хромированными выхлопными трубами.
Характеристики двигателей не изменились — 350 кВт (476 л. с.) и 375 кВт (510 л. с.). Все автомобили серии Edition 1 оснащены подвеской AMG RIDE CONTROL с электронной регулировкой амортизаторов и поддержкой трансмиссионных режимов AMG DYNAMIC SELECT.

### C450 AMG 4MATIC / C43 AMG
Кабриолет C43 AMG (A205), Женевский автосалон, 2016
Модель C450 AMG 4MATIC была представлена в 2015 году и является второй моделью подразделения Mercedes-AMG с двигателем V6. Она оснащается 3.0-литровым твин-турбо двигателем V6, генерирующим мощность в 270 кВт (362 л. с., 520 Н·м крутящего момента), и системой постоянного полного привода 4MATIC. Некоторые компоненты, такие как передняя ось, рулевое управление и подвеска знакомы по модели C63. Автомобиль оснащается 7-ступенчатой автоматической коробкой передач 7G-Tronic Plus и развивает скорость до 100 км/ч за 4,9 секунды. Ограничение максимальной скорости — 250 км/ч. При выбросе загрязняющих веществ в 178—180 г/км автомобиль соответствует нормам Евро-6.
Как и в автомобилях C63/C63 S AMG, C450 AMG поддерживает такие технологии, как спортивная подвеска AMG RIDE CONTROL, AMG DYNAMIC SELECT с режимами «Comfort», «Sport», «Sport +», «Individual» и «Eco», адаптивную тормозную систему, ATTENTION ASSIST, ECO система «старт-стоп», спортивные педали и другое. Новая модель также включает пакет безопасности Intelligent Drive.
Идеальное сцепление благодаря полноприводной системе 4MATIC во время ускорения эффективно предотвращает потери, вызванные скольжением. 33 % мощности двигателя передаётся на переднюю ось и 67 % на заднюю ось. Одним из важных факторов безопасности является спортивная версия системы ESP с функцией Dynamic Assist.
Внешний вид автомобиля сразу же заявляет о принадлежности к семейству автомобилей AMG благодаря шильдикам на передних крыльях и легкосплавным дискам. Крышка двигателя с красной алюминиевой вставкой также отображает сильные стороны нового твин-турбо 6-цилиндрового двигателя. AMG оформление автомобиля включает передний бампер с отличительными спортивными воздухозаборниками, глянцево-чёрную решётку радиатора, хромированные двойные выхлопные трубы и задний бампер с матовым иридий-серебряным диффузором. По желанию клиента может быть установлен «ночной» пакет оформления. Колёсные арки украшают 5-спицевые чёрные легкосплавные диски AMG (7.5x18 / 8.5x18) с 225/45 R18 передними и 245/40 R18 задними шинами. На заказ доступны 19-дюймовые диски.
Интерьер автомобиля выдержан в высококачественном спортивном стиле: ARTICO/DINAMICA отделка салона с алюминиевыми элементами, красные контрастные отстрочки, красные ремни безопасности Designo и чёрные коврики с красной окантовкой. Приборная панель обита чёрной искусственной кожей ARTICO. Спортивные сиденья дополняются 3-спицевым кожаным (наппа) многофункциональным спортивным рулевым колесом с плоским дном. На приборной панели присутствуют типичные элементы управления, характерные автомобилям AMG.
Новая спортивная модель C450 AMG 4MATIC доступна в кузове седан и универсал. Выпуск на рынок начался в середине 2015 года. На Европейском и Североамериканском рынке модель именуется C43 AMG. То же самое касается и Российского рынка.

### C43 Coupe

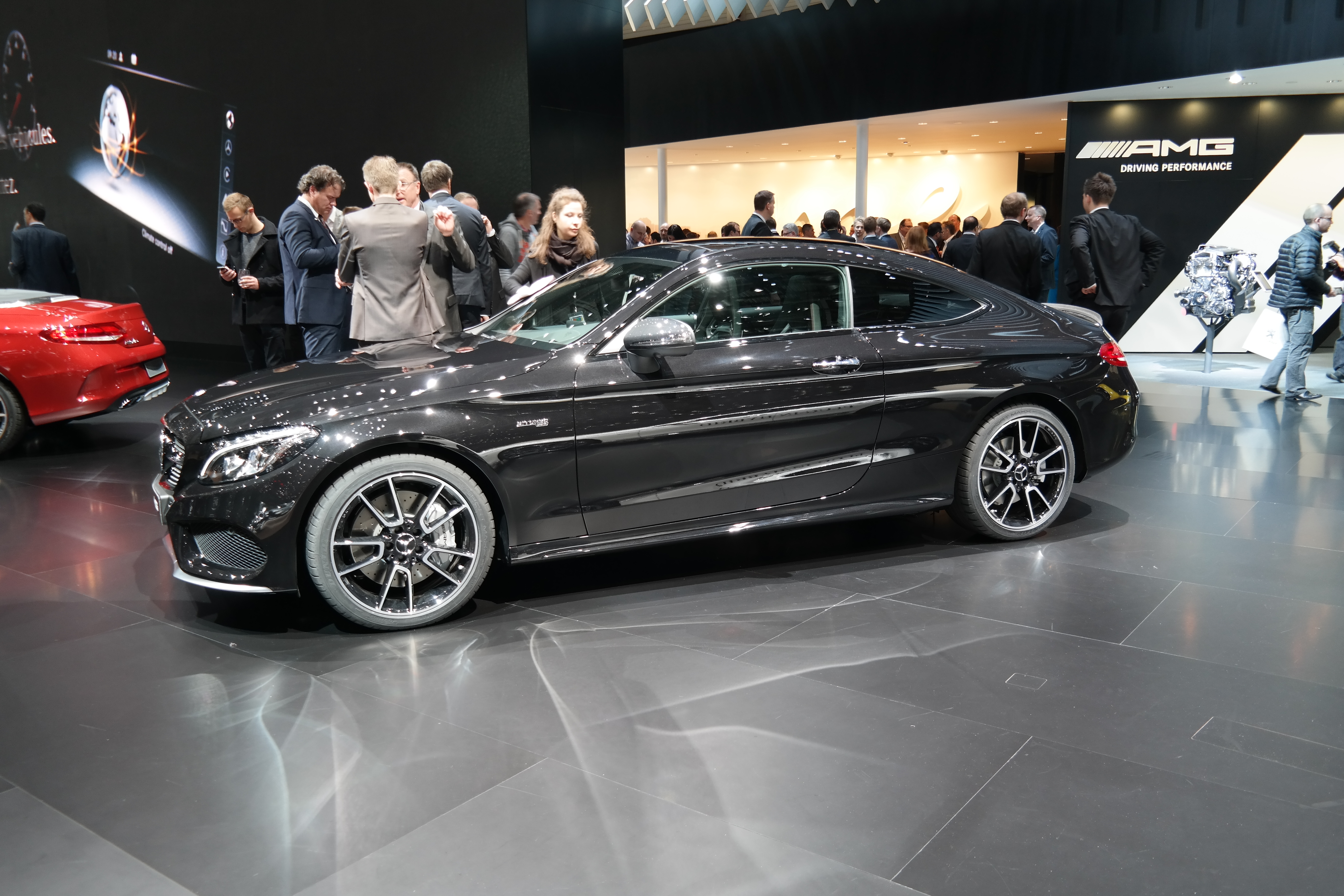
Mercedes-AMG C43 Coupe

На Женевском автосалоне 2016 года компания представит автомобиль Mercedes-AMG C43 Coupe, оснащённый 3-литровым V6 двигателем мощностью 362 л. с. и 520 Н·м крутящего момента. Силовой агрегат работает в паре с 9-ступенчатой АКП 9G-Tronic. До 100 км/ч автомобиль разгоняется за 4,7 секунды, а его максимальная скорость ограничена на отметке в 250 км/ч. Модель оснастили спортивной подвеской AMG Ride Control, модифицированной тормозной системой и функцией AMG Dynamic Select. Водителю доступно несколько режимов езды: Comfort, Eco, Sport, Sport Plus и Individual.
От стандартного варианта C205 модель отличается иными бамперами и решёткой радиатора, увеличенными воздухозаборниками и спортивной выхлопной системой. Экстерьер выглядит проще, чем у С63 Coupe. Задняя сторона кузова получила новый спойлер и диффузор. По умолчанию на С43 ставят 18-дюймовые колёсные диски и спортивные кресла. В салоне изменилась приборная панель и появились красные ремни безопасности.

## Тюнинг

### Brabus

#### Brabus 600
В конце 2015 года тюнинг-ателье Brabus анонсировало программу доработок спортседана Mercedes-AMG C63 S. Дебют автомобиля состоялся на Франкфуртском автосалоне.
Мощность 4,0-литрового битурбированного V8 двигателя выросла до 600 л. с., а крутящий момент увеличился до 800 Н·м при 1750-4500 об/мин. Таких показателей удалось добиться за счёт фирменной программы доработки PowerXtra B40, которая включает новую программу управления, увеличение давления наддува и изменение карты топлива и зажигания, а также спортивную выхлопную систему. В результате модификации с 0 до 100 км/ч седан разгоняется за 3,8 секунды (стандартный C63 S — за 4,0 с), а универсал с аналогичным комплектом модификаций ускоряется на 0,1 секунды медленнее. С удаленным ограничителем максимальная скорость автомобиля составляет 300 км/ч.
Внешне автомобиль претерпел незначительную модификацию и мало отличается от базового Mercedes-AMG. Основные отличия состоят из видоизмененных бамперов и иных аэродинамических накладок на порогах. Вместо фирменной эмблемы компании Mercedes-Benz установлен круглый логотип с литерой «B». Особое украшение автомобиля — 20-дюймовые колёсные диски Monoblock T с передними покрышками 255/30 ZR 20 и задними 275/35 ZR 20.
Интерьер автомобиля выполнено из тончайшей чёрной кожи и алькантары. По желанию заказчика салон может быть отделан вставками из карбона, дерева или нержавеющей стали. Педали выполнены из алюминия, а на панели приборов установлен спидометр с максимальной скоростью в 340 км/ч. На демонстрационном экземпляре отделка была выполнена из чёрного дерева под матовым лаком, а кожа сидений, дверей, руля и торпедо разбавлена оранжевыми вставками.

#### Brabus Mercedes-Benz C450 AMG
В начале 2016 года тюнинг-ателье Brabus представило собственную версию седана Mercedes-Benz C450 AMG 4MATIC. Благодаря чип-тюнингу PowerExtra B30-410 мощность трёхлитрового двигателя V6 возросла с 367 до 410 лошадиных сил, а крутящий момент увеличился на 50 Н·м. Кроме того, инженеры компании установили собственный аэродинамический обвес и особую выпускную систему, громкость которой можно менять из салона нажатием кнопки. С нуля до 100 километров в час полноприводный седан разгоняется за 4,6 секунды, что на 0,3 секунды быстрее базового варианта. Электронный ограничитель скорости был сдвинут с 250 до 280 километров в час.

### Carlsson
Тюнинг-ателье Carlsson на Франкфуртском автосалоне 2015 года представило собственную модификацию Mercedes-AMG C63 S, назвав её Carlsson CC63S Rivage.
Мощность 4-литрового твин-турбо V8 двигателя увеличили с 503 до 605 л. с. (445 кВт), крутящий момент вырос до 820 Н·м. В результате модификаций и применения трансмиссии с двойным сцеплением скорость разгона автомобиля с 0 до 100 км/ч составляет 3,8 секунды.
Внешние изменения включают ряд элементов из углеродного волокна, в том числе совершенно новый передний сплиттер, передние воздухозаборники и завихрители. Тюнинг-ателье также установило задний спойлер, задний диффузор, новые боковые юбки и спортивную выхлопную систему из нержавеющей стали с чёрной хромированной отделкой. Передняя панель, задний бампер и боковые стороны Carlsson CC63S Rivage покрыты зеркально-голубой плёнкой. Внешний облик завершают фирменные 19-дюймовые литые диски 1/5 EVO II Diamond Edition с шинами 245/35 и 265/35. Опционально могут быть установлены 20-люймовые диски с 245/30 передними и 265/30 задними шинами.
Интерьер автомобиля также претерпел модификацию. В салон установили сиденья, обитые тканью Tartan в стиле ретро, приборную панель оформили в кожу наппа, некоторые элементы выполнили из алькантары и углеродного волокна. На переднюю панель установили логотип компании Carlsson.

### VATH
Немецкое тюнинг-ателье VATH представило собственный пакет модификации Mercedes-AMG C63. Набор включает два уровня обновления электрооборудования: STAGE 1 и STAGE 2.
Первый уровень стоимостью в €4000 повышает производительность стандартного четырёхлитрового твин-турбо V8 двигателя до 600 л. с. (448 кВт) и 598 фунт-фут (810 Н·м) крутящего момента, а также отключает заводское ограничение скорости. В результате максимальная скорость становится равной 320 км/ч.
Второй этап включает установку тюнинг-набора V 63 RS, включающий пару новых турбин в комплекте с обновлёнными даунпайпами и увеличивающий мощность двигателя до 680 лошадиных сил.
Дополнительно к набору модификации мотора компания предлагает новый спидометр, заниженную на 40 мм подвеску, 20-дюймовые легкосплавные диски в шинах 255/30 и 275/30 спереди и сзади, стилизованные алюминиевые накладки на педали и особые коврики.
Осенью 2017 года тюнинг-ателье представило доработанный универсал Väth V 63 RS. Основное внимание компания уделила ДВС автомобиля, который оснастили новыми турбокомпрессорами и масляными радиаторами для трансмиссии и двигателя. По заявлению ателье мощность их модификации составляет 700 л. с. и 900 Н·м (510 л. с. и 700 Н·м у базового C 63 S). Скорость разгона составляет 3,3 секунды. Среди внешних модификаций тюнинг-ателье представило собственные колёсные диски (Väth V2_GT, 20 дюймов), а также увеличенные сплиттер и диффузор. Кроме того, Väth предлагает модификацию тормозной системы (усиленные тормозные шланги с оплёткой из нержавейки, спортивные колодки и гоночную тормозную жидкость), комплект пружин занижения подвески (на 20−40 мм), новую выхлопную систему с переключаемым клапаном и новый спидометр.

### Posaidon
В 2016 году немецкое тюнинг-ателье Posaidon разработало программу доработки для универсала Mercedes-AMG C63 S Estate. Внешне автомобиль практически не изменился, а вот его техническая составляющая подверглась серьёзному обновлению. Так, специалисты ателье перепрограммировали электронный блок управления двигателем, установили иные турбонагнетатели и новую спортивную выпускную систему. Это позволило повысить производительность стандартного 4,0-литрового V8 битурбированного мотора с 510 л. с. (700 Н·м) до 690 л. с. и 890 Н·м крутящего момента. Для лучших динамических показателей покупателям спортпакета будет доступна перенастроенная 7-ступенчатая трансмиссия с двойным сцеплением, способная справиться с высоким крутящим моментом.
С 0 до 100 км/ч тюнингованный вариант от Posaidon разгоняется за 3,4 секунды, при этом максимальная скорость автомобиля, не перекрытая электронным ограничителем, достигает 343 км/ч.
Специалисты компании также предлагают для C63 S несколько дополнительных опций. К примеру, автомобиль можно оснастить модернизированным задним дифференциалом повышенного трения и системой «старт-стоп». Кроме того, для навигационного комплекса универсала доступна специальная прошивка, позволяющая выводить на дисплей информацию о расположении скоростных камер на маршруте.

## Производство и продажи

### Производство
Производство нового поколения C-класс было налажено на заводе в Бремене, Германия. Для удовлетворения спроса на местных рынках производственные мощности были также налажены в таких городах, как Пекин (Китай), Ист-Лондон (ЮАР), Таскалуса (Алабама) и Пекан, Паханг (Малайзия).

### Продажи
За 2014 год компания продала 343 233 автомобиля Mercedes-Benz W205. Продажи за 2015 год значительно увеличились: немецкий бренд реализовал 460 483 автомобиля нового поколения C-класса. В 2016 году было продано 425 000 автомобилей в кузове седан и универсал, что сделало серию наиболее продаваемой среди продуктов компании.
Статистика продаж автомобилей 205 серии на основных рынках сбыта выглядит следующим образом:
| Календарный год | Продажи в США | Продажи в Европе | Продажи в Китае | Продажи в России | Продажи в Канаде |
| --------------- | ------------- | ---------------- | --------------- | ---------------- | ---------------- |
| 2014            | 75 065        | 136 474          | 38 189          | 5155             | 7054             |
| 2015            | 86 080        | 173 011          | 85 080          | TBA              | 9992             |
| 2016            | 77 167        | 176 038          | 105 400         | TBA              | 9954             |